# 猫

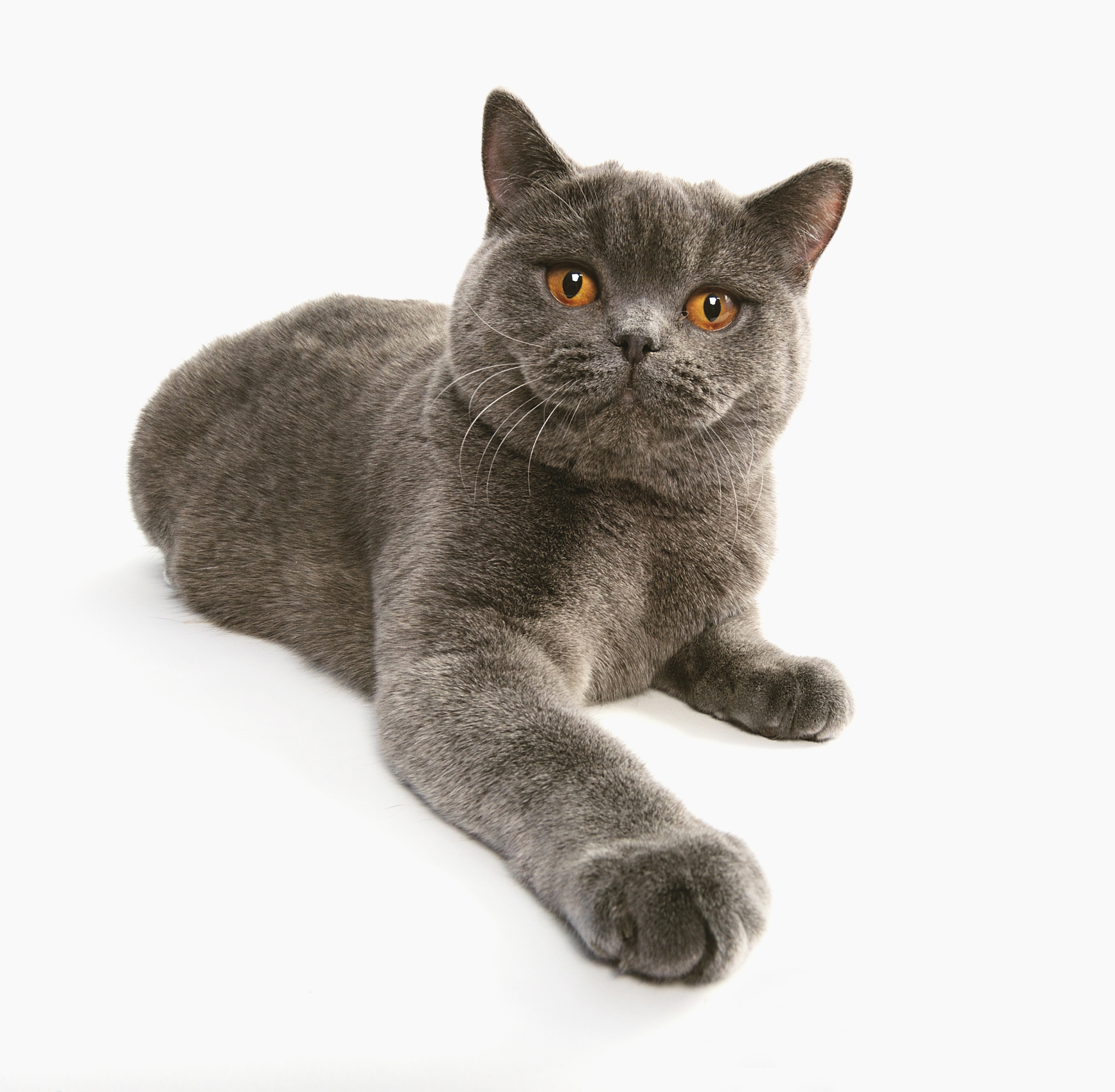
一隻英国短毛貓

貓通常指家貓，是一种家养小型食肉哺乳动物，属小型貓科動物。根據遺傳學及考古學分析，人類養貓的紀錄可追溯至10,000年前的新月沃土地區。古埃及人飼養貓以防止老鼠偷食穀物的紀錄可追溯至公元前1000年前。
現在，貓成為世界上最為廣泛的寵物之一，飼養率僅次於狗，可以治療低落的心情與提供情緒價值等。長期室內飼养的貓平均健康則較長，壽命為12年以上，歷史上最長壽的貓則達38歲，也因此在部分城市中選擇養貓的家戶已經超過了狗。但同時貓是一種掠食動物，大量的貓咪因為弃养接觸外部環境，除了在惡劣的衛生引發疫情散佈，也會造成城市管理問題。其次，这些猫威脅了鳥類、齧齒類的生存。

## 分類學
家貓的學名是卡爾·林奈在其1758年著作《自然系統》中所命名的。1777年，約翰·克里斯蒂安·波利卡普·埃克斯勒本將家貓命名為「Felis catus domesticus」。1904年，康斯坦丁·薩杜寧將一種原產於南高加索的黑色貓屬動物命名為「Felis daemon」，但後來該模式重新鑑定為家貓，故該學名成為家貓的同物異名。
2003年，國際動物命名法委員會將家貓認定為獨立物種，因此依照先到先得的原則，採用林奈發表的原始學名「Felis catus」。但2007年，系統發生學研究支持家貓為斑貓（F. silvestris）的一支，因此將家貓命名為「F. silvestris catus」，視為斑貓的亞種。但2017年，IUCN貓科分類工作小組仍然維持國際動物命名在2003年的分類地位，將家貓視為獨立物種。

## 称呼
傳統字「貓」屬於漢字中的形聲字，「豸」表意、「苗」標音。在《說文解字》裡，寫作，與傳統楷書的「貓」字一脈相承。「豸」後世通常認為是一種中國古代傳說中的獸類，以該字為意的通常為四足食肉哺乳動物，但是現代文字學家馬敘倫以及馬如森考證「豸」即為「貓」的象形初文。後加注聲符「苗」（武瀌切，中古音：明母次濁平聲效攝宵目三等開口，中古擬音：mieu，現代國語注音：ㄇㄧㄠˊ），是因為漢語「貓」（武瀌切，中古音：明母次濁平聲效攝宵目三等開口，中古擬音：mieu，現代國語注音：ㄇㄠ）和「苗」讀音相近，而漢語之所以以「喵」相近的讀音命名貓是因為貓叫聲像「苗」，属于擬聲詞。之所以「豸」後世讀如池爾切（中古音：澄母全濁上聲止攝紙目三等開口，中古擬音：driex，現代國語注音：ㄓˋ），可能因為「豸」加了聲符「苗」寫作「貓」所以「豸」空了出來被假借用作「廌」（池爾切，中古音：澄母全濁上聲止攝紙目三等開口，中古擬音：driex，現代國語注音：ㄓˋ）。
在唐代，出現了将「貓」寫作「猫」的俗字写法，例如《唐中書侍郎同中書門下平童事常山縣開國子贈太傅博陵崔公墓誌》一书中，将「豸」简寫为「犭」。這個俗字在当时并未成為主流，直到現代日本新字體和中國大陸《第一批异体字整理表》采用这个字取代了「貓」。
貓字一般指家猫，但也可指野貓，家貓在現今社會中，又常稱為「貓咪」，古時野貓也稱「貍」，拼音：，注音：」或貍奴，今有雙音節詞貍貓。在川滇渝黔湘等部分西南地区叫做“嘛咪咪”。

### 西方語言
古希臘文Kattos及拉丁文Catus是現代大部分西方語言中「貓」字的詞源，如英文的cat、法語的chat、意大利文的gatto等。这些词通常用以指代家貓（學名：F. silvestris catus）或其近緣動物如斑貓（學名：F. silvestris）。
西方語言對於貓有很多不同的暱稱，例如在英語中，幼貓可以叫作kitten，血統的區別亦然，如非純種的貓在英國被稱為moggy（也写作moggie）；在北美可以被稱alley cat，即使它們實際上並不是流浪貓（在英語中，alley意為巷）。

## 演化歷史

### 古代貓科動物
貓的演化可以追溯至新生代第三紀古新世演化出的肉齒類，肉齒類動物為所有現代食肉目動物的共同演化祖先。肉齒類動物軀體長、四肢短、足有爪、有44顆牙、大腦不發達。在始新世時，肉齒類衰弱，取而代之的物種是較進化的物種小古貓，小古貓是現代所有陸棲食肉動物的演化祖先，棲息在森林中，大腦比肉齒類發達，捕食效率高。
漸新世時期，古老食肉動物分支成類似現代食肉動物的樣貌，如恐齒貓類。恐齒貓體態相似于靈貓和貓，四肢和尾巴長，利用腳掌著地行走（現代貓類用腳趾著地行走）。中新世時發展出類貓科（Pseudaelurus），類貓科動物的體態已非常像貓，也開始用腳趾著地行走，牙齒的排列也與現代貓類相同。上新世時，類貓科動物進化成盧那貓類（Felis lunensis），為真正的現代貓科動物，無論大小、體態均與現代貓類相同。現代貓科動物則是在更新世演化而來。

### 演化近親

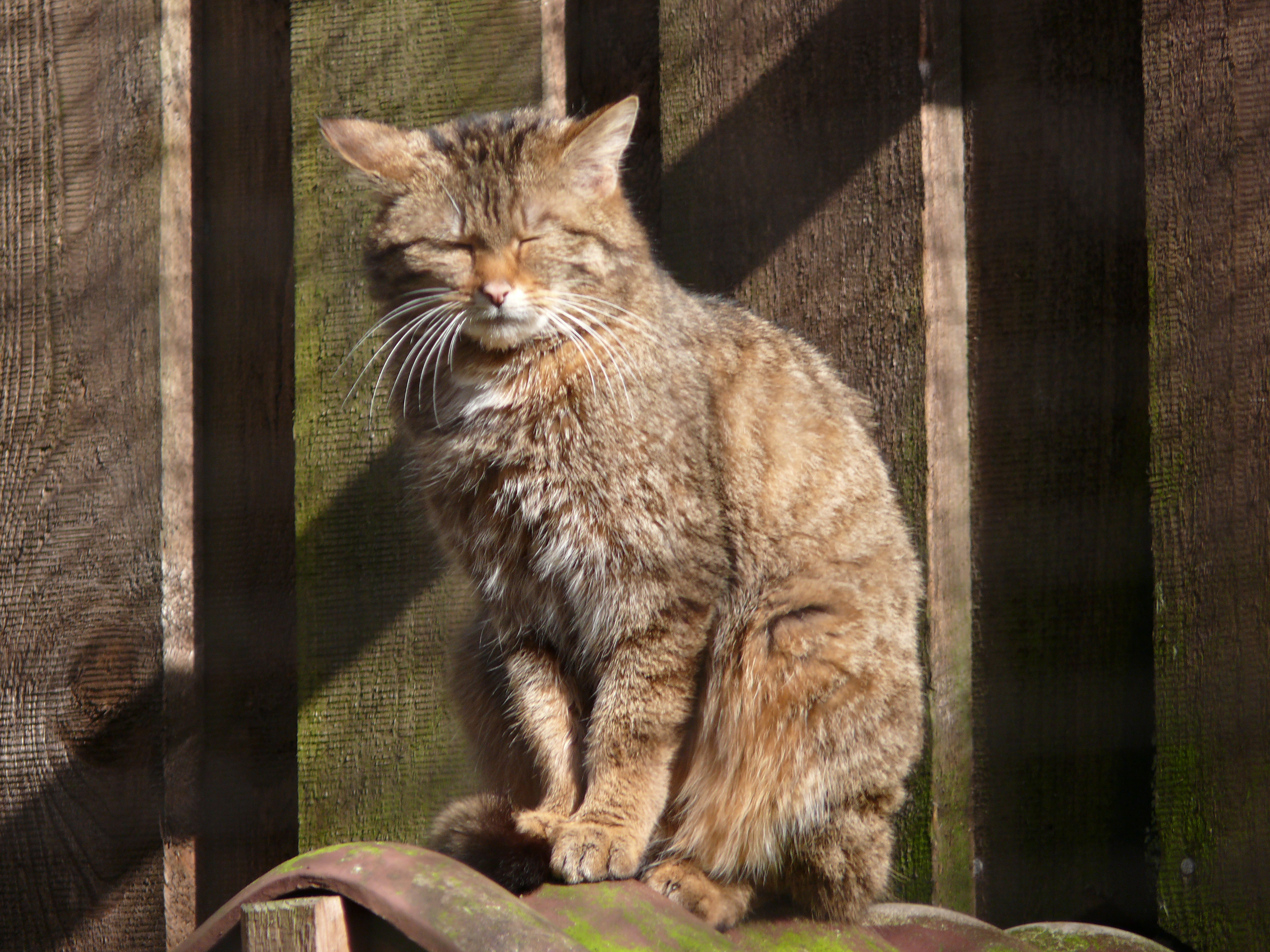
森林野貓（或稱歐洲野貓）

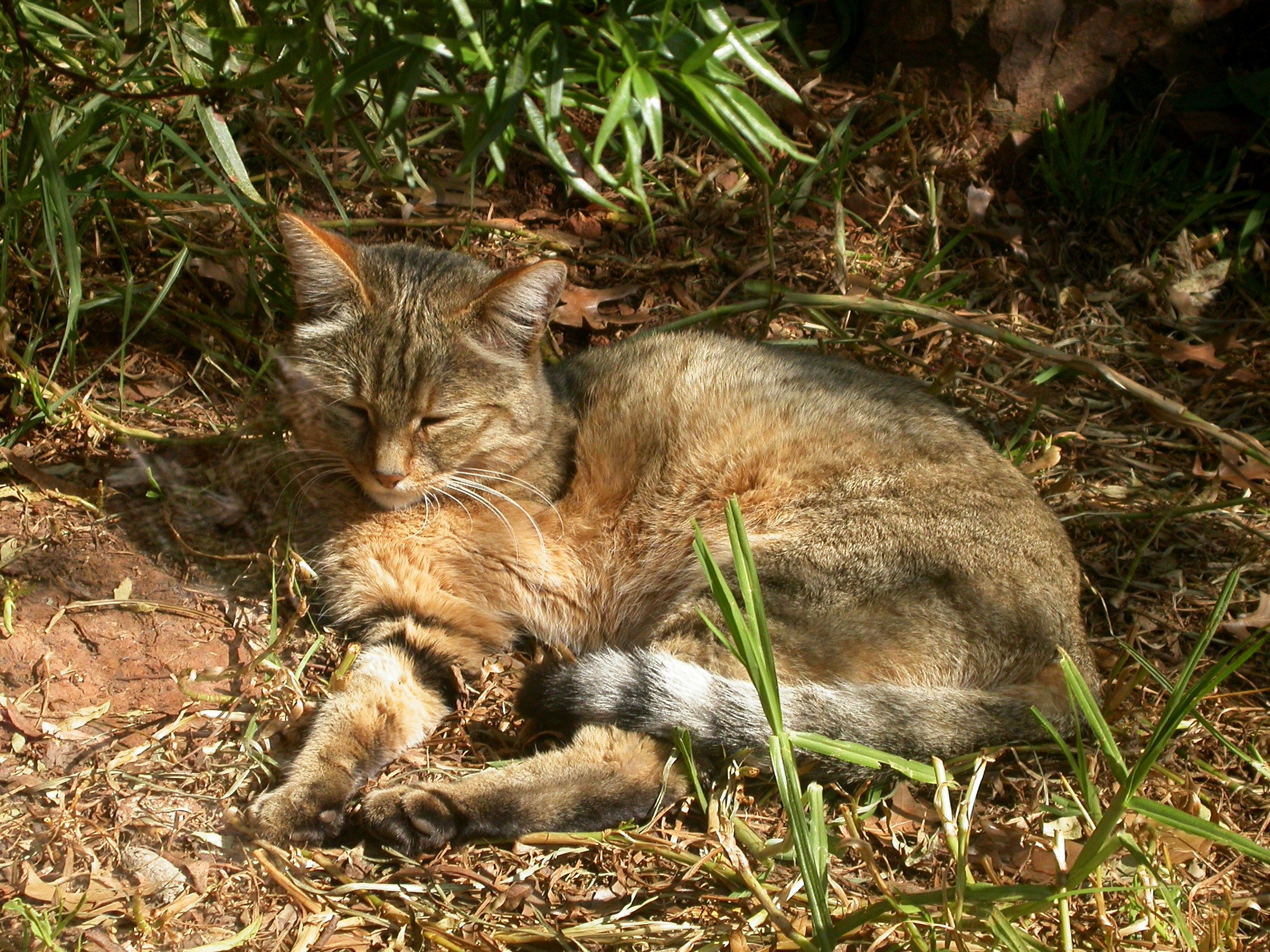
非洲野貓

生存于更新世中期的馬特里野貓被认为是野貓的直接祖先，其中在九十萬年前演化出的森林野貓又出現非洲野貓等亚种，主要如下：
- 森林野貓（學名：Felis silvestris silvestris）：棲息於西歐、南歐、東歐、中歐南部及蘇格蘭地區，完全不被馴化，故森林野貓非家貓的直接近親。
- 非洲野貓（學名：Felis silvestris lybica）：棲息於地中海上的群島、北非及以色列等地區的森林、灌木林、沙石平原及山地，非洲野貓常住於人類的居住環境附近，故若有幼貓被人類抓來，極有可能被馴化，亦為短毛貓的直接近親。
- 亚洲野猫（學名：Felis silvestris ornata）：棲息於亞俄、中亞、南亞及伊朗的開闊平原，與非洲野貓一樣被人類馴化，亦為長毛貓的直接近親。[26]

但以上的傳統觀點，被2007年一項最新的針對全球各地近千件貓的基因樣本研究結論所推翻。該項研究採用粒線體DNA及重複短序列核DNA進行比對，發現家貓只與中東野貓群譜系聚在一起，且兩者的基因並無差別；而非傳統觀點的歐洲野貓、中國山區野貓、中亞野貓、南非野貓等四個基因群集。這意謂家貓起源自單一地區，而且這地區是中東。

### 馴化
一般以家貓從古到今都保存著的畏寒特點，推測其貓的祖先產於溫暖地帶。故非洲野貓及亚洲野猫有極大可能為家貓直接近親。野猫的驯化最初是一種自然選擇過程，而不是人工選擇。其选择城市作为栖息地及选型交配，与生殖隔离一起成为这个过程的影响因素。
在古代人住過的洞穴中曾發現貓骨頭，古代人可能是吃貓果腹或馴化及飼養貓以控制有害動物如鼠。
在塞浦路斯曾發現一隻野猫在约9,200至9,500年前被埋葬在人類旁。由於沒有證據表明塞浦路斯有本土哺乳動物，這個新石器時代村莊的居民很可能將貓和其他野生哺乳動物從中東帶到了該島。科學家認為，囓齒動物，特別是家鼠（Mus musculus），將非洲野貓吸引到了新月沃土的早期人類住區，並被新石器時代的農民馴服了。早期農民和馴服的貓之間的這種友好關係持續了數千年。隨著農業傳播，馴服的貓和家養的貓也隨之傳播。埃及野貓在稍後的時間裡為家貓的母體基因庫做出了貢獻。在中国泉护村也发现了5300年前（新石器時代）两只猫的8件骨头。考古學和形態學研究表明，这八只猫是石虎。然而，隨著時間的推移，馴養的石虎逐漸被非洲野貓的後代家猫代替。
家貓在希臘出现的最早證據可追溯到公元前1200年左右。希臘人，腓尼基人，迦太基人和伊特魯里亞商人將家貓引進了南歐。羅馬帝國時期，它們是在第一個千年開始之前引入科西嘉和撒丁島的。前5世紀，它們已成為大希臘和伊特魯里亞定居點附近的常见動物。5世紀的羅馬帝國末期，埃及家貓的血統已經抵達波羅的海港口和德國北部。前3世紀時，埃及農業已十分發達，當時就有養貓保護穀倉、防鼠害，而非純種家貓就是這些貓的後代。據說埃及由於將貓視為神明看待，殺貓者將被處以死刑。
家猫骨架出现在丝绸之路上大概是在公元775–940年左右，进入中国的时间应更晚。中国对确认来自中东家猫最早的文字记载始于唐朝，此时猫已广泛饲养。南唐周文矩所画《仕女圖》等作品中有类似现代家猫花纹的猫。前9世紀，埃及人將馴化過的貓傳入義大利，義大利在4世紀時將短毛貓傳入歐洲內陸，培育出純種的短毛貓，在17世紀傳入美洲。長毛貓則是16世紀由土耳其傳入歐洲並培育出純種長毛貓。許多貓在中世紀時被當時掌管歐洲的天主教視為惡魔遭到屠殺，間接加速了黑死病蔓延，直到約18世紀前後才結束這一行為。

### 文獻記載

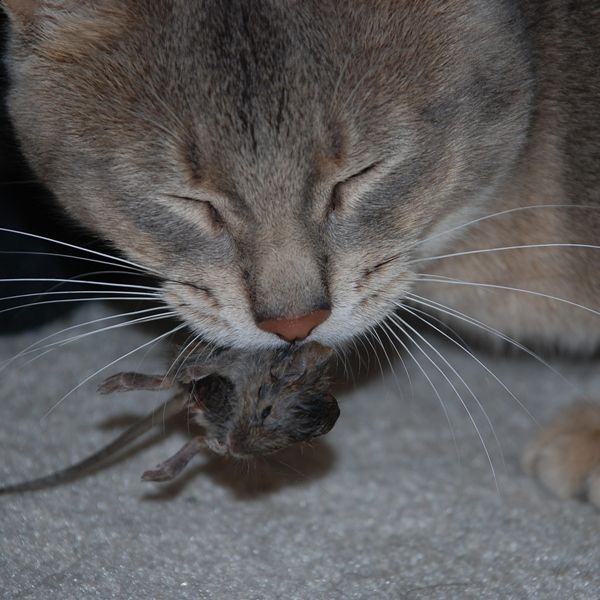
貓咬老鼠

猫在古埃及时代就有专门的聖書體记载（见古埃及的猫），寫下來是𓏇𓇍𓅱𓃠（mjw）。
西周時代《詩經·大雅·韓奕》寫到：「有熊有羆，有貓有虎。」但詩句中將貓與熊、棕熊等猛獸並列在一起，依文意推測不是指家貓。《逸周书·世俘解第四十篇》载：“武王狩，禽虎二十有二，猫二，糜五千二百三十五，犀十有二，牦七百二十有一，熊百五十有一，罴百一十有八，豕三百五十有二，貉十有八，麈十有六，麝五十，糜（麇之误）三十，鹿三千五百有八。”文中同样将「猫」与各类野兽并列，且数量比其他野兽更稀少，显然并不指代家猫。说猫名为“猫”是因为“鼠善害苗，而猫能捕之，去苗之害，顾字从苗”的说法是典型的望文生义，是缺乏依据的。因此从中华文字发展的历史看，苗，猫二字古体差异甚大，不存在取边旁部首重新造字的谬论。因为是野外的猫，不是通常说的家猫，但此时中国古人已经认识到猫避鼠的作用。
戰國《莊子·秋水》提到「騏驥驊騮，一日而馳千里，捕鼠不如狸狌」。狸狌在古代中國多指野貓，若把貓和良馬對比，很有可能是指家养小型猫科动物。西漢初，據《禮記·郊特牲》指出：「古之君子，使之必報之，迎貓，為其食田鼠也。」但由非洲野猫驯化的家猫自唐朝方传入中国，唐朝之前的文献应当指代的是中国本土物种豹猫。豹猫遗骸从古代中国的人类聚落中消失，与家猫开始出现之间，存在数百年的空窗期。唐朝，宫廷中出现“狸奴”，狸奴即为家猫，专门担任各大殿的防鼠工作。在宋朝，“狸奴”一词仍然被使用。陆游《十一月四日风雨大作》诗云：“溪柴火软蛮毡暖，我与狸奴不出门。”

## 生活史

### 繁殖
貓是一種胎生動物。在发情期（主要是冬末至夏初，但許多貓可以長年發情），公貓到處撒尿，而母貓在半夜狂吼亂叫，民間俗稱此為「鬧貓」或「猫叫春」。通常，經由絕育手術可解決或大幅減輕此問題（第一次發情前絕育效果較佳）。也可使用貓薄荷能使貓產生「性反應」的特性，讓貓的需求能得到抒發，減少公貓到處撒尿作記號的次數。

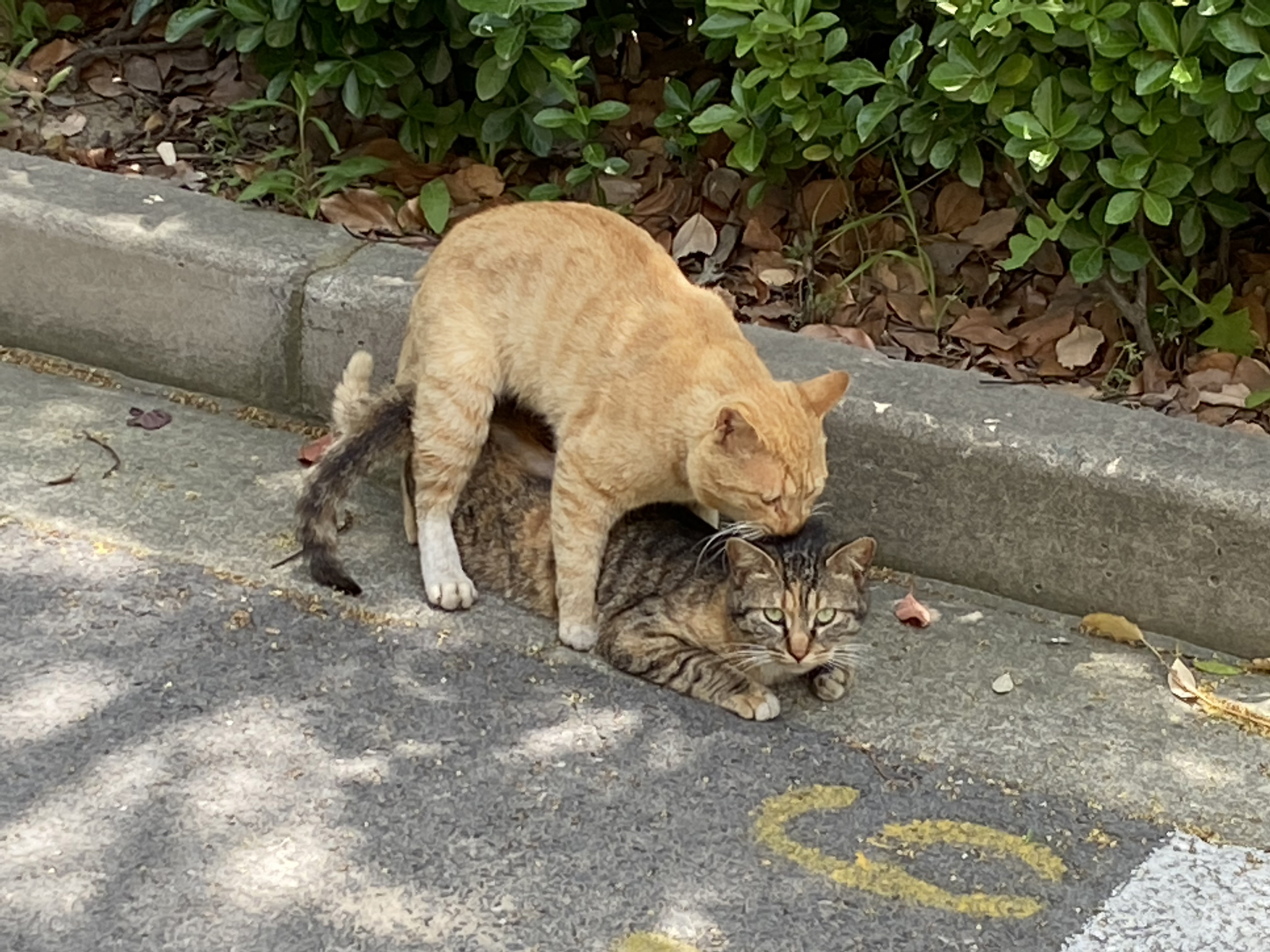
正在交配的兩隻貓

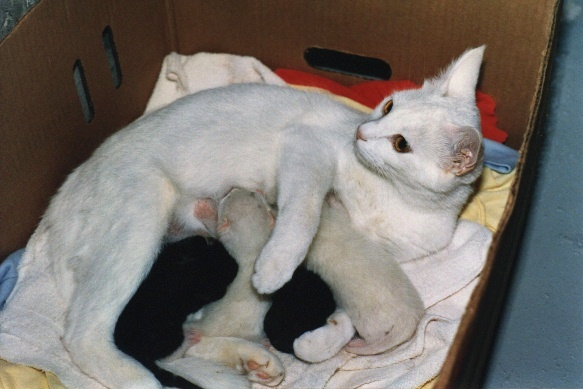
哺乳的4只小貓

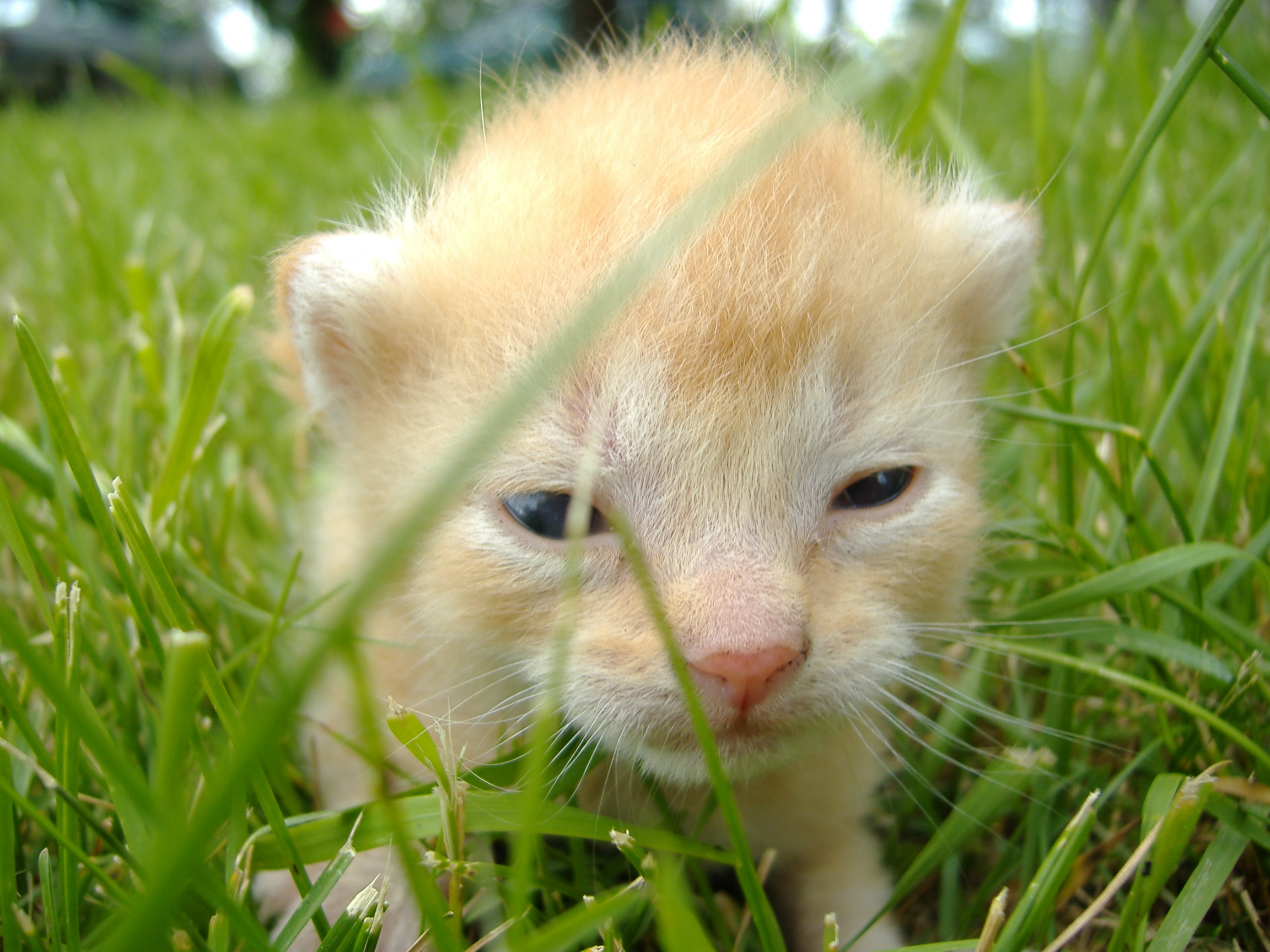
剛會張眼的幼猫

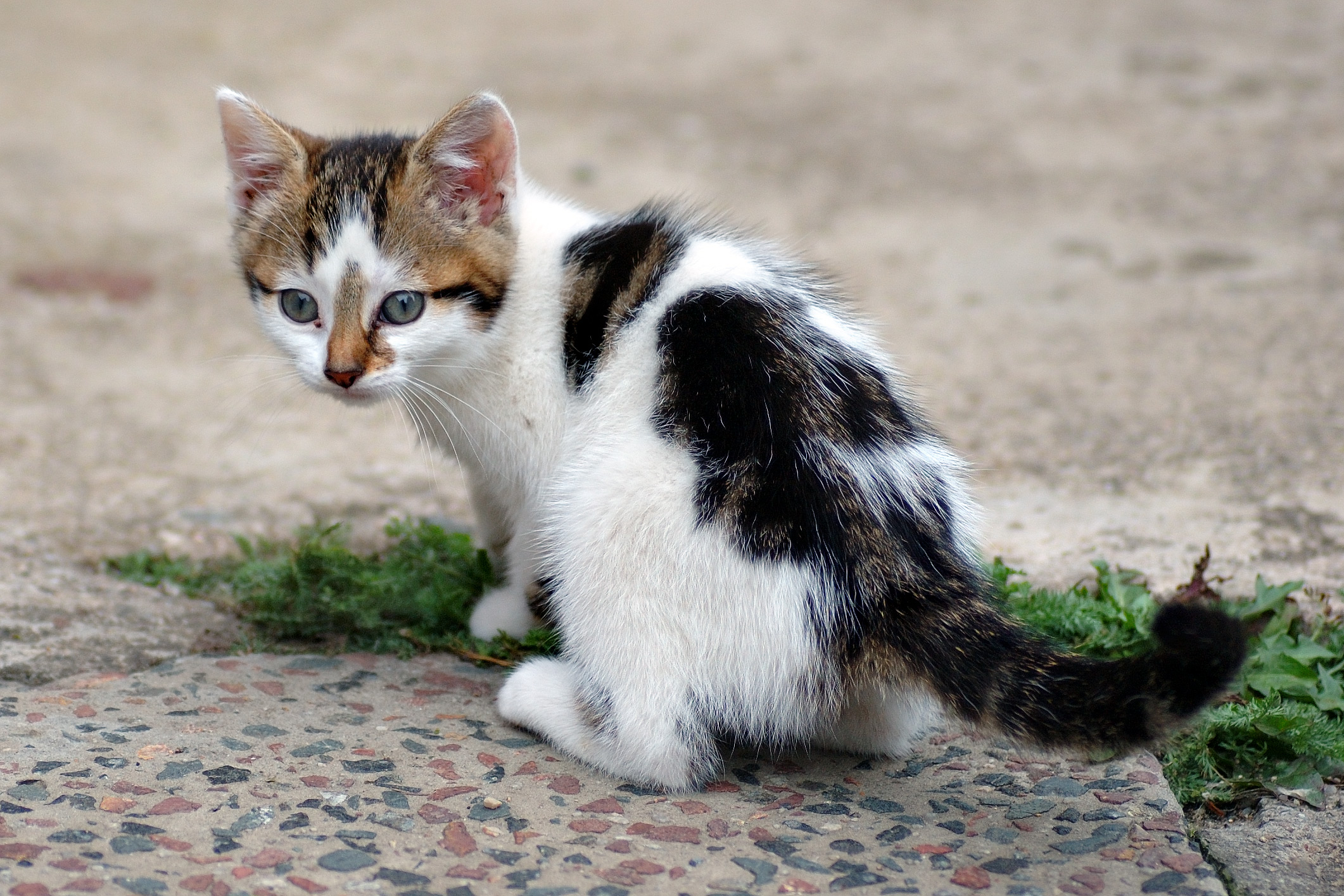
六周大的小猫

在此期間，沒有懷孕的母貓每隔14至21天發情一次，時間持續3至6天，其中要求交配的時間大約連續2至3天。交配時，雄貓的陰莖會勃起並帶刺，勃起向上的陰莖會觸碰到雌貓的陰道壁。雌貓靠這種方式來刺激她們排卵，因此，雌貓很少在第一次交配時就懷孕。大部分貓的懷孕期約為63天，幼貓會在6至7週斷奶，在10至15週後性徵會發育成熟，雌貓一次會生產多胎；貓的子宮有4個子房。

### 生產
母貓在懷孕期間需要補充平常1.5倍的熱量及營養物以讓胎兒獲得營養。在最後十天，母貓的乳房會開始變大、變紅。貓咪通常會找個安靜的地方自行生產，此時的母貓會因為陣痛而焦燥不安，某些會拉出軟便，接下來，分娩就會開始。營養補充足夠的貓可以自行將幼貓清理乾凈並餵奶。
有一些怕人的母貓會因為幼貓沾上人類氣味而拋棄幼貓。所以如果人類直接接觸幼貓，可能會導致它们被母貓拋棄。

### 幼貓期
剛出生的幼貓既瞎且聾，無法自行取暖，母貓會用舌頭刺激幼貓肛門，幫助幼貓排泄。貓的鼻子到三週大時發育完全，然而貓一出生就能分辨出媽媽的味道。幼貓睡眠時間極長，如果鳴叫，通常是因為太冷、身體不舒服或肚子餓。
幼貓出生時的體重約為一百公克，約兩週後，體重會增加一倍。二周齡以內的幼貓，每分鐘正常心跳在二百次以上，呼吸的速率每分鐘約為15–35次。初生幼貓體溫較低，約為35–36℃，在出生後的1-2週內會慢慢上升，直到四周齡時上升至約37.7℃。幼貓剛出生時就有痛覺，但與痛覺相關的神經肌肉反射，在7日齡才會發育完成。
幼貓在出生後5-14天就會張開眼睛，此時的虹膜呈現灰藍色。在未來幾週內，眼睛才會慢慢變成以後成貓具備的顏色，幼貓約在3-4周齡時視力發展完成。7–14日齡開始緩慢爬行，第16天就會開始搖擺學走，到第21天時步伐更加成熟穩健。

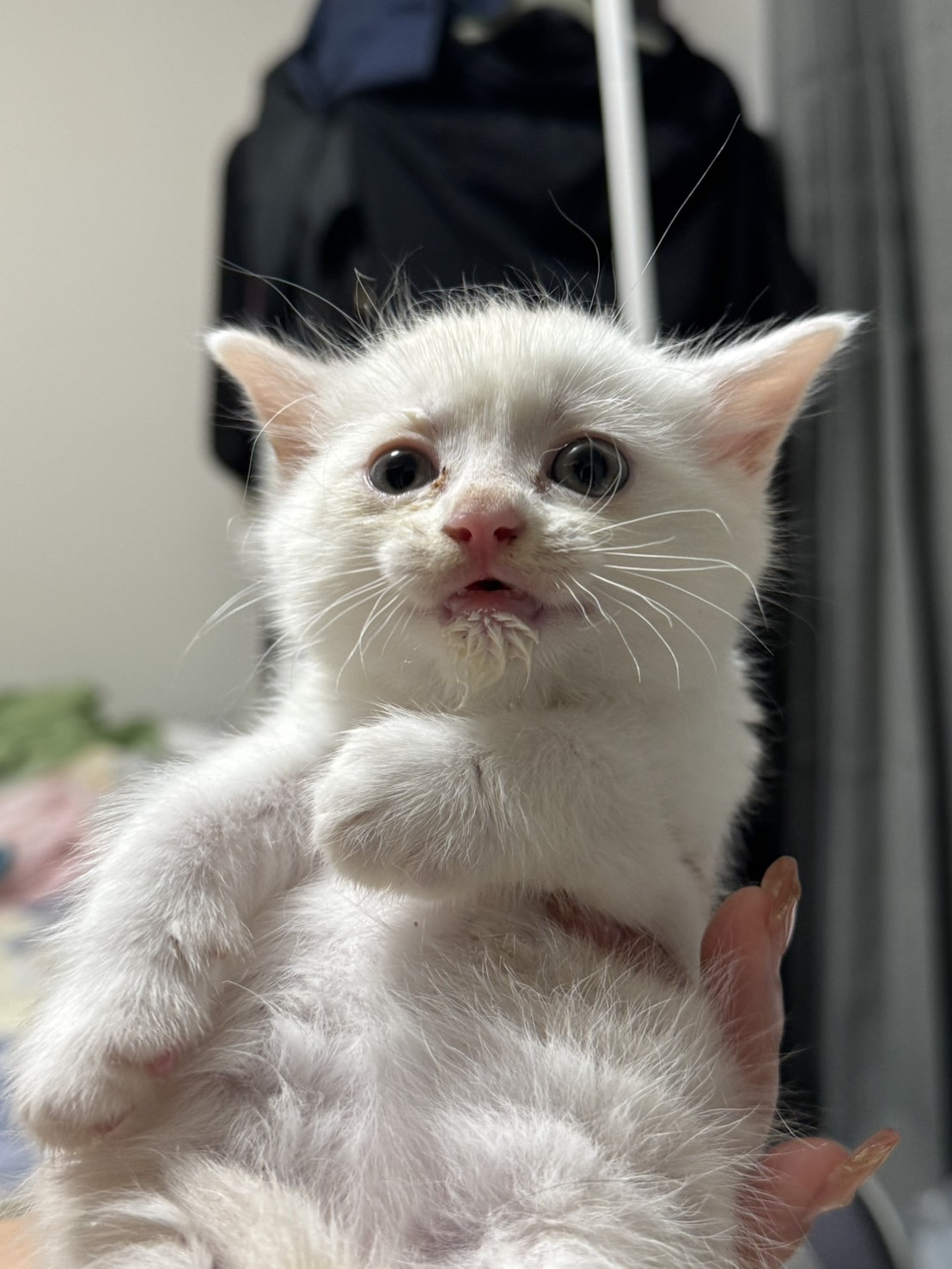
一只刚刚断奶的小猫

貓通常要到第三週走路才會穩，在這之前，只靠母貓的搬動。貓在二週大時會長出第一組牙齒，三週大會自己上廁所。這時的貓會開始玩耍，四週大的會互咬著玩，學習如何才不會傷害到對方。小貓在第五週開始斷奶吃硬質食物，也會變得獨立。這時的貓的平衡感已發育完全，懂得梳理毛髮；而在這段時期裡貓必須學會認識自己與其它動物。
貓出生滿兩個月後，肌肉發育完全，不過需要更多鍛練才能準確判斷距離、高度和速度。狩獵的技巧也是在此時期學會的。一般來說，貓三個月大時便有地盤觀念，方向感也很好。幼貓最好在三個月大後才離開母親。

### 成貓期
貓一般出生滿一歲即為成貓，但是根据猫的品种和生活环境，也会有所不同，一般認為大型品種（如波斯貓和布偶貓）會比較晚熟。暹罗猫一般在出生后7至8个月，波斯猫在10至18月时。最近，也许是由于人類飼養，营养充足的缘故，有的暹罗猫在5个月时开始发情。雄猫比雌猫晚2至3个月，大约1岁时发情，一直到10岁左右都可进行交配。
貓的發育速度比人快很多，其中以沒有被人類飼養的流浪貓發育最快。中國民間稱為“貓三狗四”，意為貓怀孕期为三个月，狗的怀孕期为四个月。雖然一些人認為家貓滿一周歲時，就相當於人類的20歲，然後每活一年就等於人類的四年（2歲的貓相當於24歲的人類，以此類推），但是不同研究和書籍有時會有不同的對照表，並不絕對。

## 食物和營養

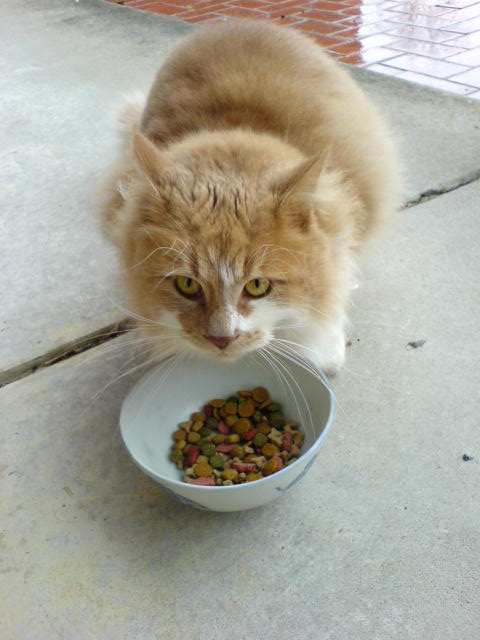
一隻貓正在吃碗中的乾猫粮

貓擁有發達的犬齒與短消化道，是典型的肉食性動物。牙床兩側的前臼齒與臼齒能像刀般高效地剪肉。貓與其它大型貓科動物相似，先埋伏，再迅速捕食；或猛烈撞擊，或用其鋒利的犬齒咬住獵物的頸部，咬斷其脊髓、氣管，以殺死獵物。

貓的生理特征使其很難消化植物。貓若身體不舒服、胃部累積過多毛球時，通常會啃食某些草的葉尖，達到催吐腹中毛球及減輕身體不適的目的。貓難以利用、消化、吸收植物成分來合成必要的胺基酸，故此貓飼料只含有少量植物性成分。在食物份量方面，貓少量多餐。貓喜歡捕食鼠類，有時吃雞、魚、兔、蛙、蛇等。貓靈敏的嗅覺器官對某些食物相當敏感，貓藉此抵制不合適的食物。當貓皺起嘴巴，放低下巴，用舌頭輕舔食物時，這就表示它正在嗅食物。

一只因木天蓼气味而兴奋的猫

也有一些植物，比如木天蓼和貓薄荷，會讓一些貓進入興奮狀態，有些貓也會啃食這些植物。
不少的貓都有乳糖不耐症。有人认为猫在进食时不应一直盯着看或靠太近，猫以为有威胁会发出呜呜声以示警告且进食速度很快因此食物骨骼会伤害口腔或牙齿。猫喜欢舔人类身体和结疤后的伤口，應尽量不要让它接触不卫生的食物。無穀物的貓糧目前有很大的市场。猫对谷物过敏的案例比猫对肉、鱼、奶过敏的案例更少，并且也有专门的症状可寻。
其他還有比較小顆的幼貓糧和比較軟的老貓糧，一些有功能的（例如去毛球）貓糧和處方糧（例如有腎病的貓用的貓糧）和品種專用糧等，另外也有包括貓罐頭、貓餅乾之類的點心。猫的体内缺乏分解可可碱的酶，食用過量會导致其心动过速，严重者可致命。和可可碱同样有毒的是结构类似的咖啡因。一隻體重3公斤（7磅）的貓每日約需250大卡的熱能。市面上一般飼料之含水量：罐頭食品75–80%、半濕鋁箔或塑膠包食品20–30%、乾飼料約8–10%。

## 行為

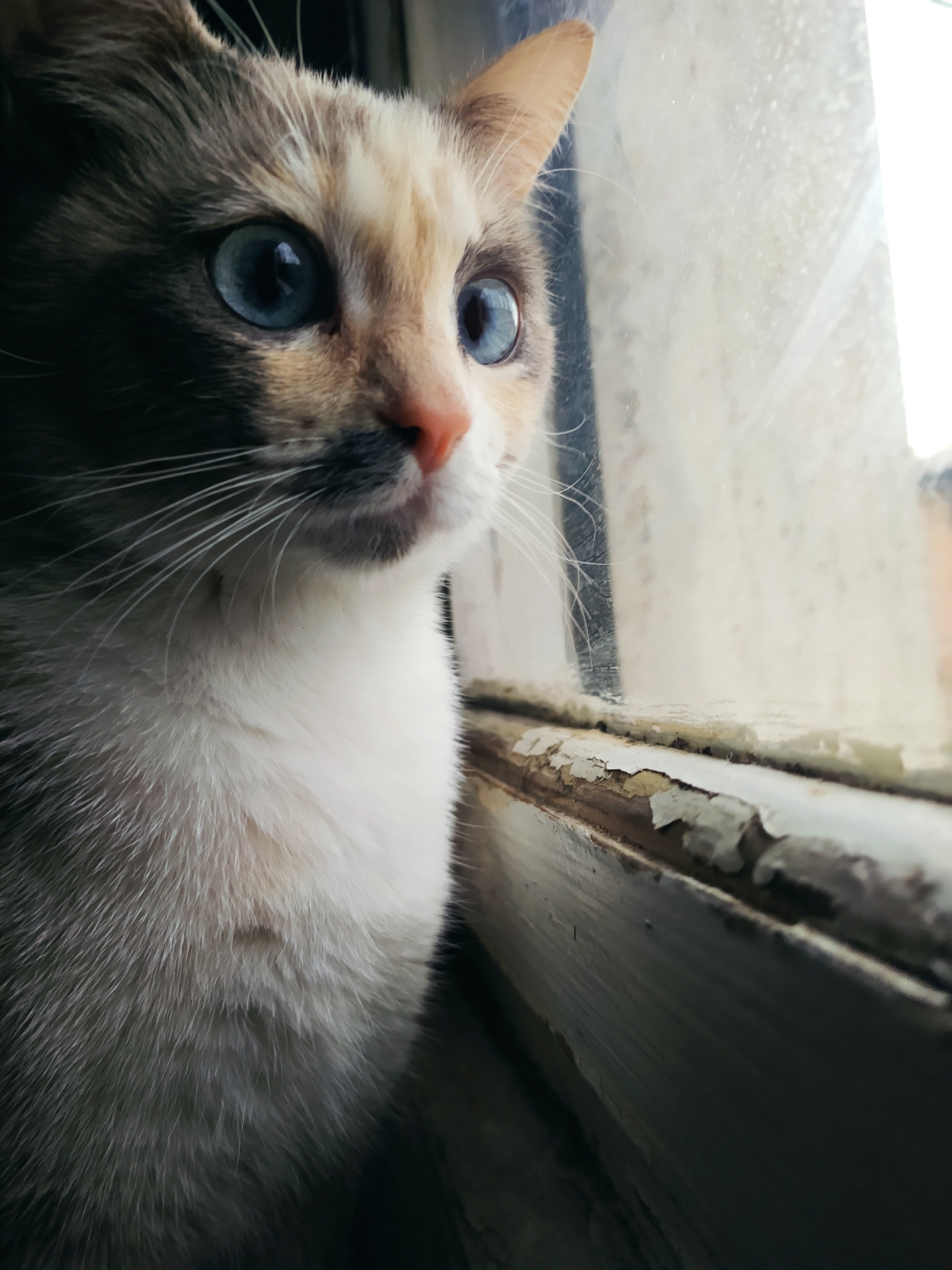
一只望向窗外的猫

### 排泄
貓在排泄後會掩埋其排泄物。在中国形容人做事马虎的谚语“猫儿埋狗屎”。這是一種為了掩藏自己氣息的做法，因為在野外貓並不是很高級的獵食者，需要把自己藏起來不被天敵發現。但是一些家貓生活在比較安全的環境裡，會漸漸放棄掩埋自己的排泄物，這種變化有可能是後天形成的。

### 睡眠
貓為補充精力，睡眠時間比較其它動物長久。每日睡眠時間在12至16小時間，平均在13至14小時，部分更會睡眠20小時，惟只有30%的睡眠為酣睡期，其餘睡覺時間皆為非酣睡期，容易驚醒。在英文中，“cat nap”（打盹）即為指能夠像貓一樣快速入睡。牠們常在晚間活動，但並不表示他們是夜行性動物。

### 發聲
各個語言對貓叫聲（ⓘ）的擬聲詞，在漢語為喵（ㄇㄧㄠ）、韓語為yang-yang（양양）、日語為nyaa（にゃあ）、美式英語為meow、英式英語為miaow、法語為miaou，以及其他不同的語言拼法。貓叫聲有著其意味深長的意涵，貓也會發出使人舒服，開心的呜呜聲，和低聲嘶吼，貓甚至可以同時喵喵、貓貓叫或發出呜呜聲，儘管這很少見。有時貓也會嗥叫或鳴叫。除了喵喵叫以外，貓還會發出咕嚕聲（ⓘ），推測可能是延續小貓時想喝奶時所發出的聲音，不確定如何發出這種特有的咕嚕聲，可能從喉嚨裡、聲帶附近的薄膜振動所產生，成年貓發出咕嚕聲通常表示友好、滿意、放鬆，但生病或煩躁的貓偶爾也會發出咕嚕聲。猫在遇到敌人时，也会发出像蛇一样的嘶嘶声，用来震慑敌人。另外貓發現到遠方的鳥類時，會非常專注的凝視並發出『啊啊啊啊』、『嘎嘎嘎嘎』的高頻叫聲，英语中稱為貓鳴（cat chirping）或貓啁啾（cat chattering），飼養在室內或大樓裡的貓尤常出現這種狀況，對著窗外的鳥發出這種叫聲。某些貓先天無法發聲，稱為無聲貓，亦有聲帶被割而無法發聲者。

### 遊戲
幼貓常會藉與其他貓遊戲以訓練自己捕捉獵物，由人類豢養的貓大多會用人造的逗貓棒予貓玩。就室內貓而言，遊戲為良好運動，亦能夠增進與同伴的情誼。

### 肢體語言

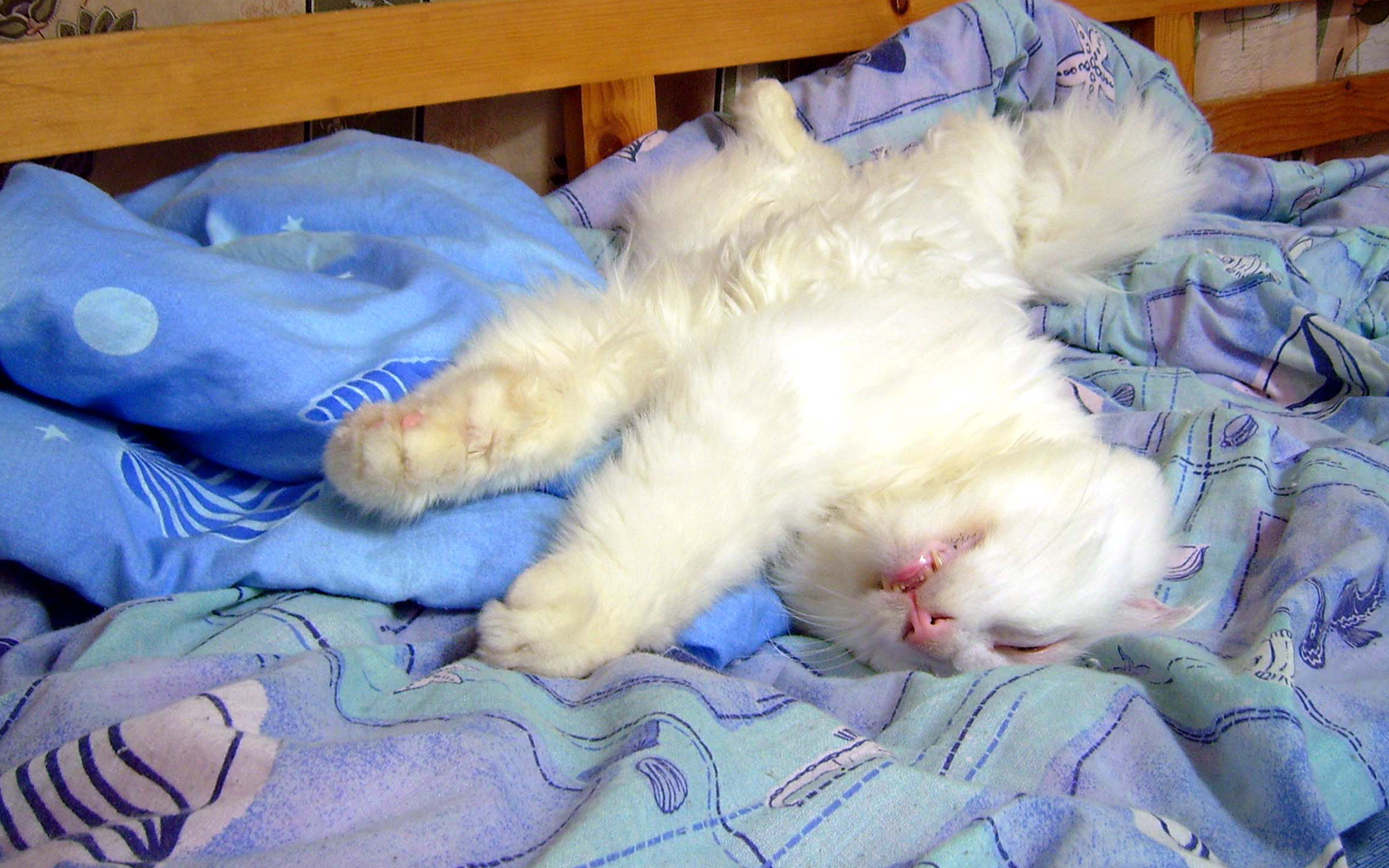
腹部朝上時的貓

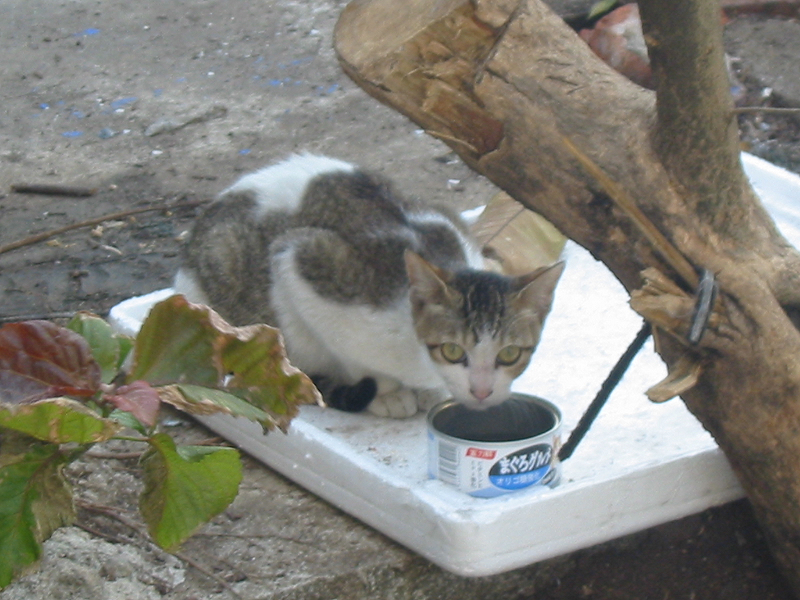
保持警戒的街貓

貓有時會豎起尾巴，這不僅代表小貓希望母貓舔拭屁股，也是撒嬌。猫咪被人類抚摸時发出嘟呼嘟呼的鼾声是幸福表现 。貓心情好時眼睛會半瞇，耳朵微傾並放鬆，尾巴輕擺，腳掌上下地輕輕搓揉，不特別凝視任何東西。在吃到喜欢吃的或者很久没尝到的食物时也可能會發出咕嚕咕嚕的鼾聲。被信任的人抱到膝上時，緩慢地擺動尾巴表示牠完全處於輕鬆無慮的狀態下，當貓花長時間清理自己身體時，也是同樣意思。中国还有人认为猫可以预知天气当它舔前爪往头上抹（洗脸）时表示天气会转变。
若貓在地上翻滾或躺下，最脆弱的腹部朝上時，表示信賴周遭的人。但這不一定代表貓咪希望別人摸牠的肚子。當貓尾輕彈，如處於迷惑狀態，表示正在思考，很可能在短時間內演變成上述情形，若貓感到緊張，則會垂下尾巴，放鬆被毛。若有東西吸引了貓咪注意，便會豎耳以接收訊息、瞪眼以專心凝視可能的威脅或獵物。然後停下來評估對手，但仍保持警覺。貓打輸對手後，尾巴會捲進來，耳朵或鬍鬚下垂，身體縮成一小團。
貓也會感悲傷，但不像人會哭出淚來，而會用叫聲表示。不同貓有不同叫聲，不止限於一種。如果貓流淚的話，通常是因痛楚，或患眼疾。貓在極度恐懼或生氣時，尾左右迅速擺動，耳平貼，舌拱起，瞳孔放大，張口露牙，鬍鬚前翹，發出凶猛的嘶嘶聲來恐嚇敵人。若想逃跑，還是會虛張聲勢一番。弓起背，豎起毛和尾，撐大自己身體企圖嚇退對手。

### 地域性與外出

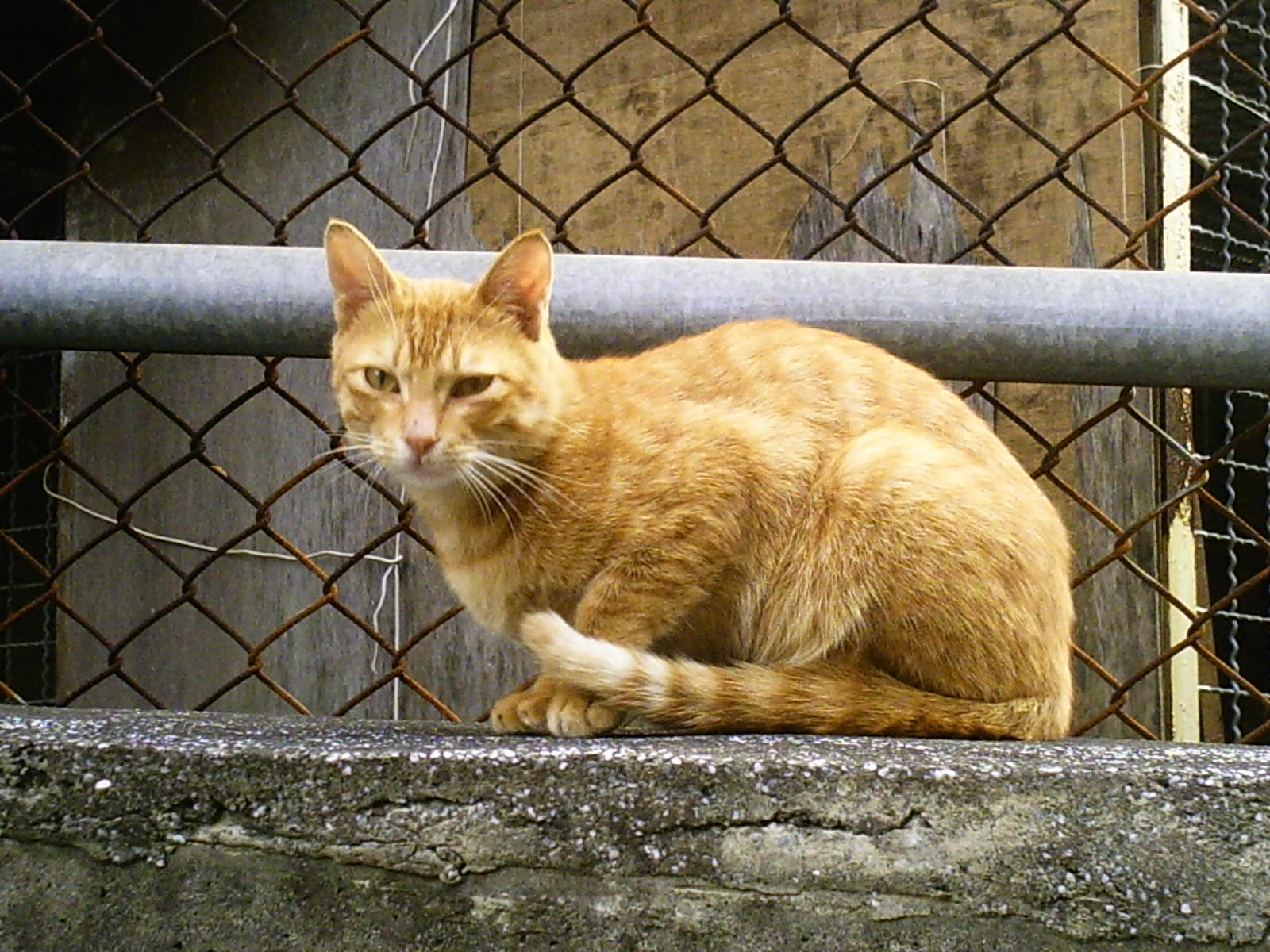
凝視中的貓

儘管被喻為非群居的動物，但家貓在馴化的過程中成為群居動物（而且可以輕易的適應獨居或群居生活），流浪貓也可以在戶外集群、也可形成一定的社會關係，但不像獅子會群體攻擊。每隻貓都擁有明顯的領域（在性別上雄貓擁有最大的地盤，而遭閹割的則最小），在所謂中立地帶，貓就較少有地盤，或是互相侵越等問題。除了中立地區外，擁地盤的貓通常會積極抵抗陌生貓，凝視，發出嘶哄聲，再咆哮，如果該貓尚未離開，地盤貓則會展開激烈攻擊。欲攻擊的貓會壯大自己身軀，豎毛，或身子豎成弓，發出嚎叫。野貓的活動空間不少，大約有150畝，這種環境多數可以做到獨居生活，但當他們到室內，需要一段時間適應多貓生活，就可以利用垂直空間來提供舒適度。家猫独居或群居取决于食物资源。当食物资源分布过于分散，无法维持群体生存的情况下，猫会维持独居生活。但只要有足够的食物资源来维持群体生存，猫就会形成具有复杂内部结构、成员相互识别并参与各种社會行為的社會群體。
貓是很有地域性的動物，會在自己的地盤留下氣味，利用貓下巴，耳朵及尾部都具備的皮脂腺磨蹭物體。攻擊時通常用其前掌對臉強而有力的掌擊，但少有嚴重傷害，失敗者只會帶著小抓痕匆匆離去。在性別上，雄貓常因生活中時常攻擊，而在臉上留下傷痕。當然不只雄貓才會攻擊，雌貓也會為地盤或保衛子女而攻擊，閹割的貓也會為它們的小地盤積極防衛，所以盡量不要放養就可以避免很多缺點跟傷害，或是在帶貓外出的時候固定時間路線，否則反而會對貓造成緊迫或壓力，所以如果飼主沒需求的話，全程室內飼養就足夠且方便。

### 空间
ASPCA研究行為後發現，每隻貓領域範圍只要不低於1.7平方米，在垂直環境足夠豐富的空間就表現出滿意。

### 與狗的關係
一般認為貓與狗互相討厭，如狗會咬貓，而許多貓本能上也害怕狗；常見野貓站在高處，狗則在地上吠叫不停。
但是，猫狗之间的敌对关系既不是先天基因决定的，也不是任何生物因素造成的。一般情况下，当一方的领地受到外来入侵时，它们自然会变得富有攻击性。经过训练及適應，猫和狗有可能理解同一种“语言”並和睦相处。

## 生理與身體部位

雄猫的解剖图

### 消化系統
貓的牙齒排列方式異於其他動物，貓共有30個牙齒，包括12顆小門齒（上下頜各6個），4顆犬齒，和14顆臼齒。位於上頜的後假臼齒和位於下頜的第一真臼齒通常較其他牙齒粗大，因此又稱為食肉齒。這些牙齒演化如此，方便貓進食魚或骨頭等質地硬的食物。家貓舌頭上富有呈絲狀乳突，表面披有很厚的倒鉤形角質層，方便貓刮乾淨骨頭上的肉。
貓的胃是單室胃，腸臟比兔的略長，盲腸小得只能看見盲端上一個微小的突起。肝臟分成五個葉，分別是右中葉、右側葉、左中葉、左側葉和尾葉。
貓的肛門周圍約四點鐘及八點鐘方向的地方有一退化腺體，稱作肛門腺。肛門腺會自動分泌肛門腺液。當貓的排遺過硬，或會傷及肛門時，腺液可作潤滑以幫助排便。若貓隻有軟便、腹瀉甚至下痢的情形，肛門腺便會缺乏刺激，導致腺液難以排出，造成阻塞。

### 循環系統
貓的循環系統發達，血壓通常穩定，血管壁也較類似動物堅韌，但對强心苷敏感。貓的紅血球大小不均，有些紅血球的邊緣附有一圈環形、灰色的結構，叫做紅血球折射體（RE）。正常情況下，只有一成的紅血球中附有紅血球折射體。
貓的血型和人類的血型相似。貓的血型包括A型、B型、及AB型三種。A型的貓可接受A型及B型的血，但對小部分B型血有輕微過敏；B型的貓只能接受B型的血；AB型的貓通用每一種的血，如果輸錯血，將會造成嚴重的溶血及休克問題。

### 呼吸系統
貓不常咳嗽，但若貓受疾病、機械或化學造成的刺激則易誘發咳嗽。貓的肺臟分成七個葉，右肺有四葉，左肺因為靠近心臟，故只有三個葉。

### 生殖系統
雌貓乳腺在腹部，通常有五對乳頭。子宮有雙角。雄貓陰莖只在勃起時指向前，故在泌尿時，尿向後方排出。貓和兔都是刺激性排卵動物，雌性猫科动物只有經過交配时角刺刮擦阴道造成的痛楚刺激，因此分泌出一种特殊物质催促卵巢内的卵子成熟才會排卵。必须交配至少四次，才有机会孕育新生命。尽管交配过程痛苦，但是大多数猫科动物的性生活依然活跃。
雄猫的阴茎头上长有由角质蛋白构成的倒刺（形狀如狼牙棒，所有的雄性貓科動物都一樣），通常认为它们的作用是在交配时刺激雌猫排卵并刮除上一只与这只雌猫交配的雄猫所留下的精液，因此雄貓在交配過程中會咬著雌貓的後頸，防止雌猫在交配中逃跑。絕育以後，角刺就會消失。

### 中樞神經系統
貓的大小腦都很發達，其頭蓋骨和腦皆具有某些特定的形態特徵。此外，貓的平衡感和反射功能都非常發達，也有一個反應銳敏的瞬膜。
貓對嗎啡的反應和一般動物相反，一般哺乳動物如犬、兔、鼠、猴等對嗎啡的反應都是中樞抑制，而貓對嗎啡卻表現成中樞興奮。貓對嘔吐感的反應較其他動物靈敏。貓的呼吸道粘膜對某些氣體或蒸氣反應很敏感，所有的酚類（phenol）也都能使貓敏感，如殺蠕蟲劑吩噻嗪（phenothiazine）。
與草原動物一樣，貓能適應大的溫差，但非長時間的。它們能適應如濃霧，降雪，降雨的天氣，而在與其它品種相比較，挪威森林貓與緬因貓，更能適應這些環境。貓在環境潮濕時會致力保持體溫于攝氏39度（華氏102度）。

### 骨骼
貓的骨骼共有230塊，其中脊椎骨佔了30塊，相對地，貓的脊椎骨間距大，其間都穿插著厚而軟、具彈性的纖維軟骨，使貓能靈活運動。此外，貓的肩胛骨僅在側邊與肌肉相連，使其關節能在各個方向運動，而貓的流動鎖骨讓貓能作長距離跨步。

### 貓爪
貓的爪子尖銳還能有伸縮作用，能夠向外露張開或是往內縮閉藏起來。貓的趾底有脂肪肉墊，因而行走無聲。而按一下這個肉墊，尖銳的勾爪就會伸出來，養貓的人一般使用這種方法來剪爪。大部分貓都有磨爪的習慣。而貓喜好的磨爪物各不相同。家貓可能會選擇沙發、牆壁甚至人類的衣物等作為自己的磨爪物。

### 感官
貓的感官適於狩獵。在哺乳類動物中，貓的聽覺、視覺、嗅覺、味覺、觸覺極敏銳。

#### 視覺

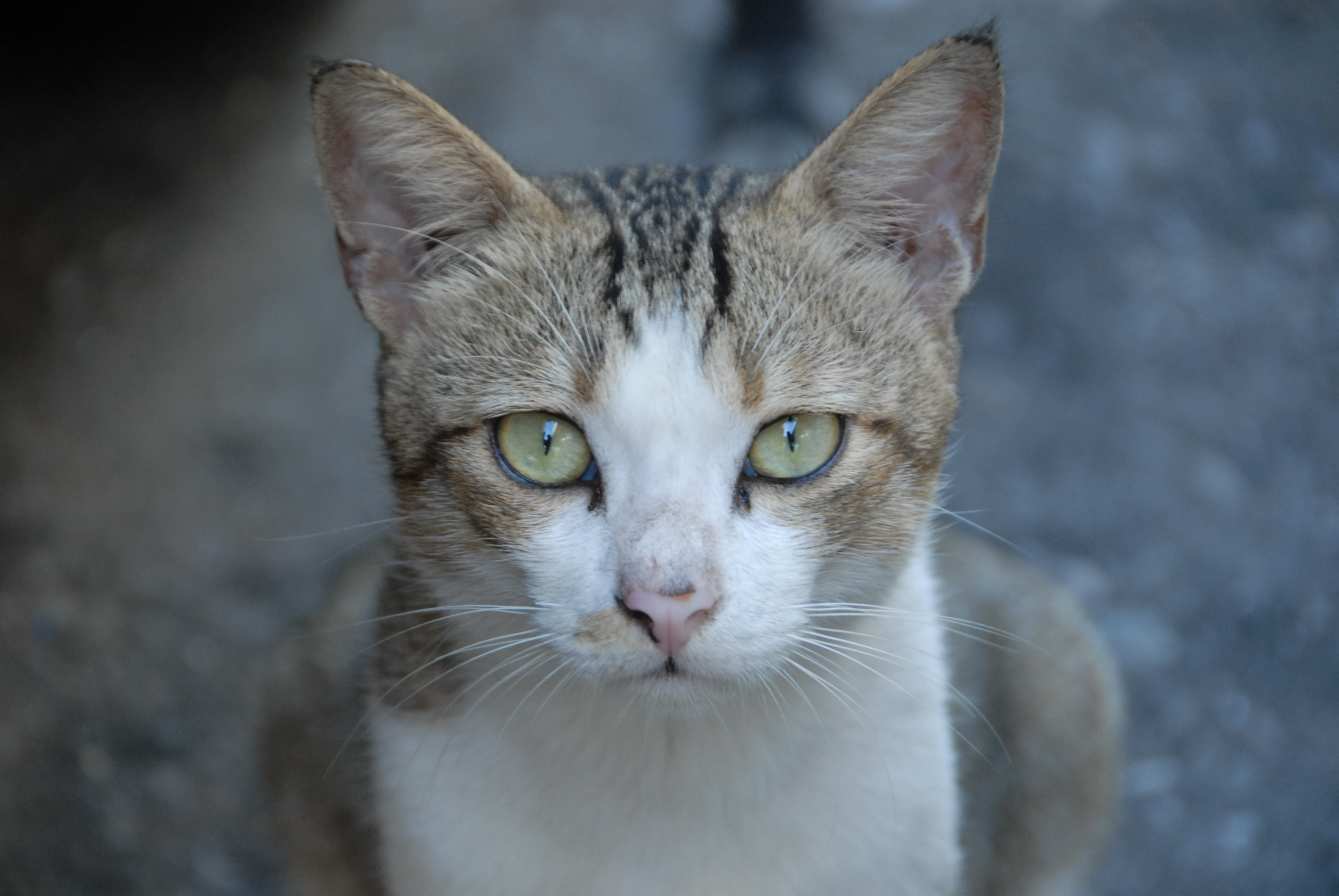
貓的瞳孔能縮得如線般狹小

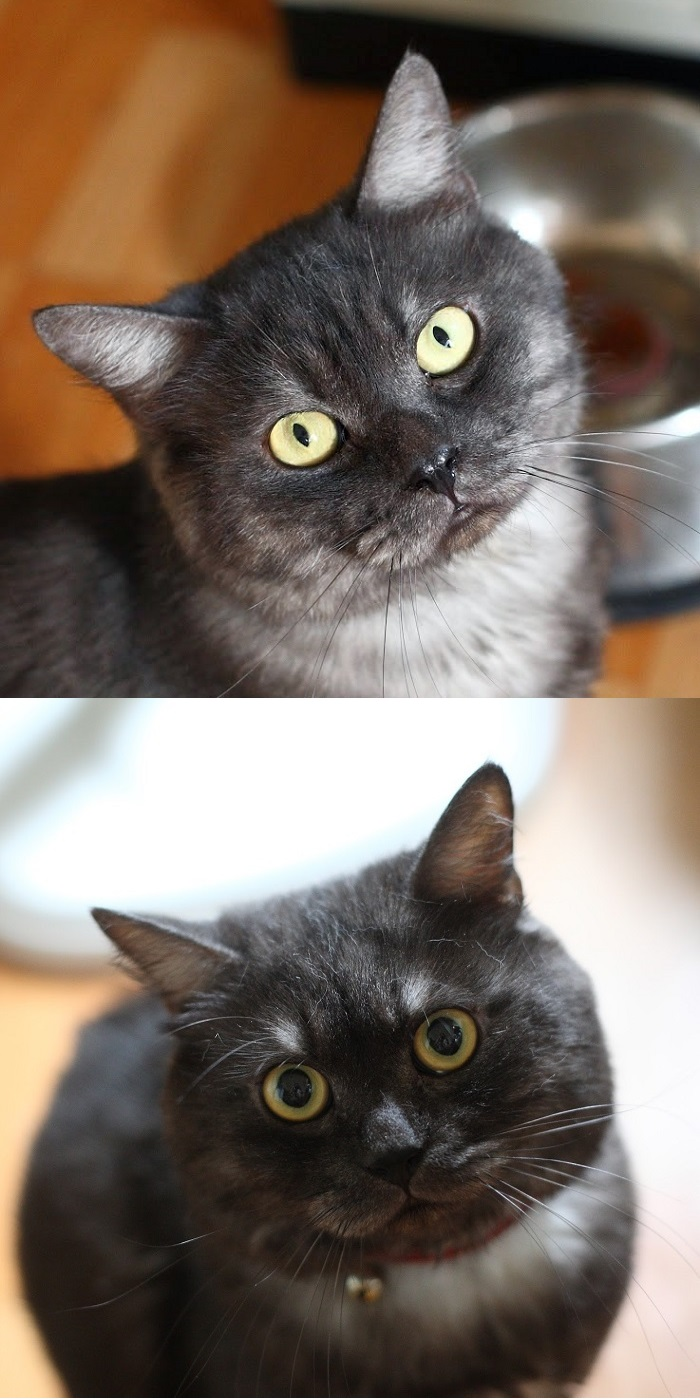
貓的瞳孔變化

貓在晝間視覺縱不及人類，夜視能力與追蹤視覺上之活動物件卻相當出色，夜視能力是人類的六倍，雖然綜合色彩計算整體視覺系數則僅及人類的十分之一。貓的眼睛具有微光觀察能力，即使只有微弱月光都可分辨物件，有關光線入貓眼後可放大40至50倍處理，令貓具有夜間活動的能力，即使在黑暗的地下室貓咪依然能活動自如。強光下，貓會將瞳孔縮得如線般狹小，以減少對視網膜的傷害，但視野會因而縮窄。由於貓眼具備高幀與高解析度視覺，故此電視機極微細之動靜對貓而言亦成逐格跳躍之畫面。
另外，不只是光線會影響貓的瞳孔，感情也會。一般而言貓放鬆的時候瞳孔會縮小，而緊張時會放大。
貓的視網膜背面有一層藍綠色如熒光一般的薄膜（Tapetum Lucidum），可增加在暗處的視力。閃光中，貓眼能呈現各式各樣顔色。如同多數食肉動物，貓眼長在臉上朝正前方，賦予其遼闊的視野，單一貓眼視野為100度，雙眼視野為285度，加上頸旋靈活，總計視野比人類雙眼僅100度靈活得多。不過，貓僅能聚焦其前30厘米至3米之物件，相對人類而言屬大近視。
貓對三原色的辨識力很差，相對人類而言，貓有黃藍色盲且紅綠色辨成灰黃色，與狗相似。關於貓的夜視能力，生物學家發現牛磺酸對貓的視力起了很大作用，貓本身不能合成牛磺酸，必須由外攝取。缺乏牛磺酸，會使視力及夜視能力變差，影響夜間活動。據生物學家稱，貓經常捕鼠，是因老鼠體內含牛磺酸。
紫外線可以通過貓的晶状体。
當四周光線微弱，貓會用感覺毛來改善行動力與感知能力。感覺毛主要分布於鼻子兩側、下巴、雙眼上方、兩頰也有數根。感覺毛可感受非常微弱的空氣波動，視野不清時也能協助辨識阻礙位置。鬍鬚尖端與雙耳連成一線，恰是身體能通過障礙的最小範圍，故貓可在黑夜中快速判斷地形能否通過。
貓有第三眼瞼，當貓眼睑張開時，眨眼時第三眼瞼會從旁稍微遮蓋眼睛。若貓生病，或是睡眠，笑著，此眼皮會縮回一部分。若貓長時間嶄露第三眼瞼，表示它的健康有問題。

#### 聽覺
貓每隻耳各有32條獨立的肌肉控制耳殼轉動，因此雙耳可單獨朝向不同的音源轉動，使其向獵物移動時仍能對周遭其他音源保持直接接觸。除了蘇格蘭折耳貓這類基因突變的貓以外，貓極少有狗常見的「垂耳」，多數的貓耳向上直立。當貓忿怒或受驚時，耳朵會貼向後方，並發出咆哮與「嘶」聲。
貓與人類對低頻聲音靈敏度相若。人類中只有極少數的調音師能聽到20 kHz以上的高頻聲音（8.4度的八度音），貓則可達64kHz（10度的八度音），比人類要高1.6個八度音，甚至比狗要高1個八度；但是貓辨別音差須開最少5度，比起人類辨別音差須開最少0.5度來得粗疏。

#### 嗅覺
家貓的嗅覺較人類靈敏14倍。貓的鼻腔內有2億個嗅覺受器，數量甚至超過某些品種的狗（狗嗅覺細胞約1.25億～2.2億）。

#### 味覺
貓早期演化時由於基因突變，失去了甜的味覺，但貓不光能感知酸、苦、鹹味，选择适合自己口味的食物，还能尝出水的味道，这一点是其他动物所不及的。不过总括来说猫的味觉不算完善，相比一般人類平均有9000個味蕾，貓一般平均僅有473個味蕾且不喜好低於室溫之食物。故此，貓辨認食物乃憑嗅覺多於味覺。

#### 觸覺
貓在磨蹭時身上會散發出特別的費洛蒙，當這些獨有的費洛蒙留下時，目的就是在宣誓主權，提醒其它貓這是我的，其實這種行為算是一種標記地盤的象徵，會讓牠們有感到安心及安全感。

## 被毛

### 長度
長毛貓的被毛能使貓的體形看起來擴大一倍。有些長毛貓，比如土耳其安哥拉貓，被毛不太茂密，因此有時被歸為半長毛貓。和所有的貓一樣，長毛貓在溫暖的季節會大量脫毛。短毛貓的短毛能在外觀和毛皮質地上也有所不同，可能是短而光亮，緊貼身體；也可能身體各處的體貌長短不一。被毛質地或細膩或粗糙，或厚密或松軟；毛或直、或皺、或卷、或成波浪狀。

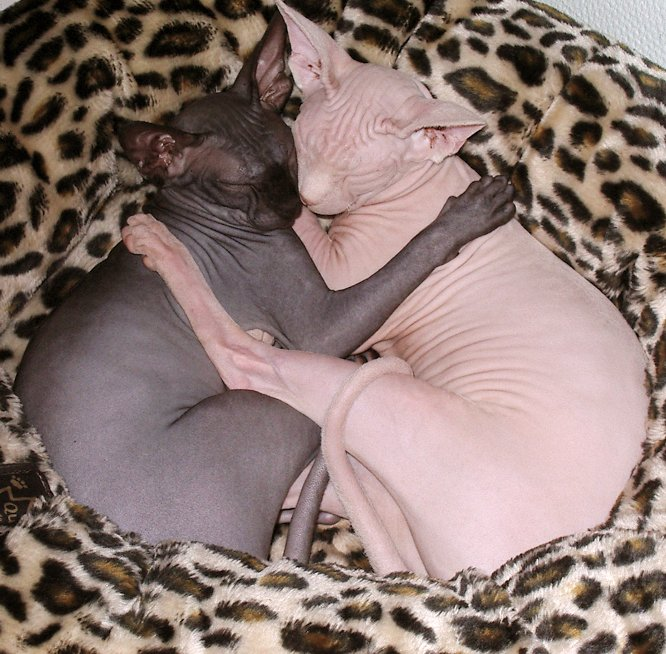
無毛貓

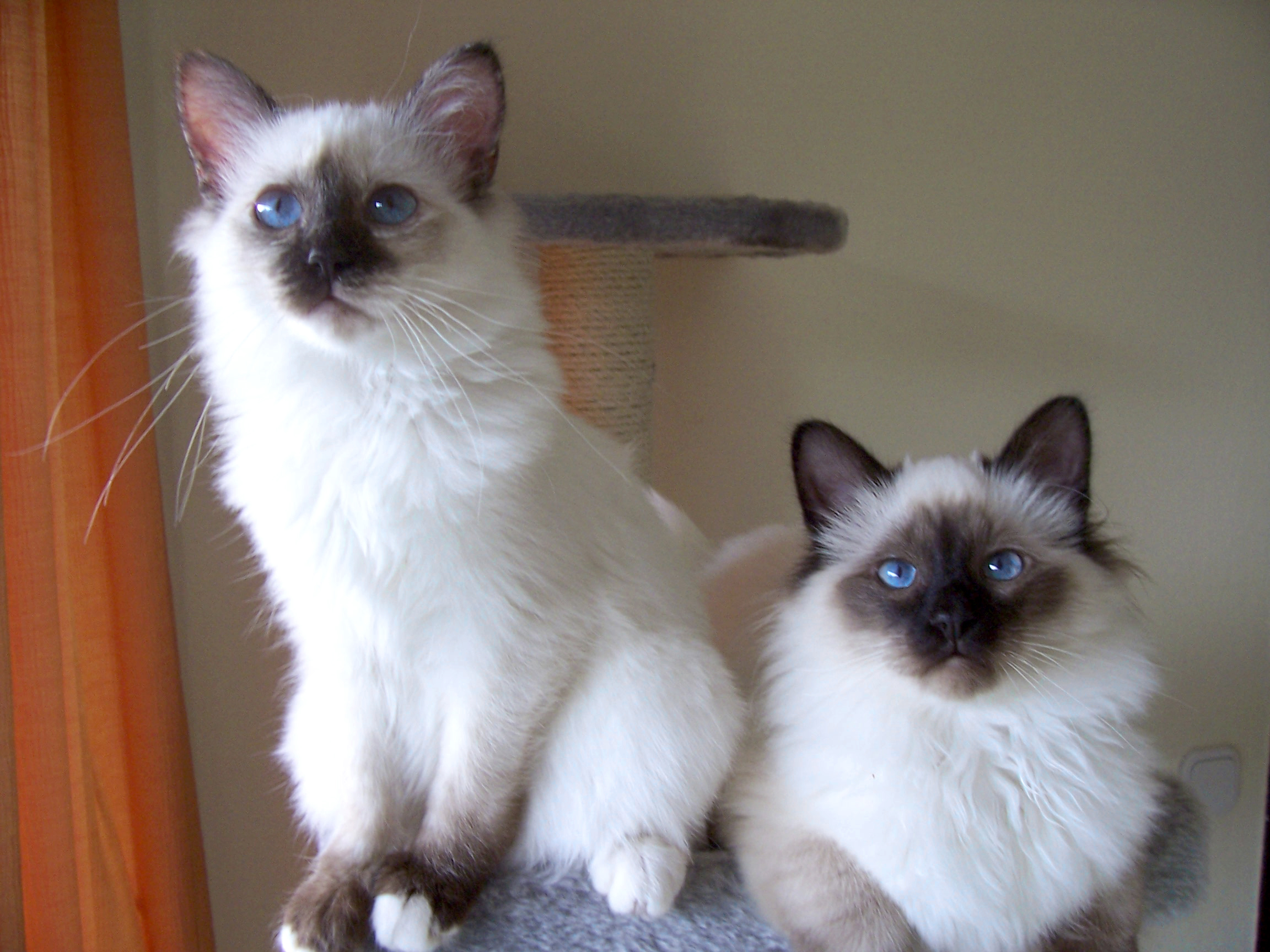
重點色貓，此例中的貓臉上顯著的黑斑即其重點色

無毛貓原本無毛或毛較少的純種經自然突變而成。後來，這種突變又在選擇性培育中得到重視，並有突破性發展。這種突變只産生了一種貓，即加拿大無毛貓或斯芬克斯貓；實際上，身上有一層絨毛，尤其是在臉、耳、腳和尾巴上。

### 顏色和花紋
貓的被毛顏色和花紋有很多種，大概可以分成全色、白色、多層色、虎斑、雙色、玳瑁色、重點色和毛尖色等幾種，貓的顏色要在成年期才能分辨出來，而紅貓常因基因的緣故產生假花紋（ghost markings），這種花紋會隨着年齡逐漸消失。這些顏色和花紋有保護色的作用，而有些花紋是某些品種貓的代表花紋蜘蛛。
中國古代的貓譜便以貓的毛色和花紋來區分品種，而非遺傳學。現代華語圈依然存在一些俗稱如“橘貓”（即橘黃色條紋的虎斑貓）“奶牛貓”（白底有大塊黑斑的貓）“賓士貓”（黑色居多，在面部中間有一道白色的線的貓）等以外觀稱呼的貓。
從貓的遺傳學上來說，決定毛色遺傳的基因位於X染色體，而在Y染色體上並沒有任何毛色的基因，基本色素只有產生黑色的真黑色素和產生紅色的嗜鉻黑色素，再因密集和稀釋產生各種顏色。產生白色是因爲貓的毛髮受到白斑基因、白色基因或隱性基因的影響，貓在隱性基因的影響之下會可能出現非常態現象的白子。儘管從基因的角度上來看，白貓應該相當少見。但中國等地因為曾經以為白長毛鴛鴦眼的貓就是波斯貓（事實上並非）而大量繁殖這類貓，所以白色較其他地區較多。另外，一些說法認為白毛藍眼的貓會有聽力障礙，因為貓的聽覺所必要的離子平衡是由黑色素細胞所控制的，而白貓沒有足夠的黑色素細胞。
而之所以會出現玳瑁色的原因，是如果貓有兩條X染色體，當其中一條帶有真黑色素、另一條帶有嗜鉻黑色素的話，就會在貓的身上參雜成為玳瑁色，所以大多數玳瑁貓都是雌貓（性染色體是XX），而出現在少數例子中的雄性三色貓，也可能因爲嵌合體（性染色體是XXY）的緣故而沒有生育能力。
虎斑花紋則是最普遍常見的花紋，有經典虎斑、鯖魚虎斑、斑點虎斑和多層色虎斑等多種類型，共同特徵是在前額上的「M」型標記和眼睛周圍的眼線。雙色是混合兩種花色的顏色，有時會形成手套、雙色、花斑、喜鵲、梵、燕尾服等圖案。重點色從一般的顏色改良而來，主要表現在身體末端呈現較深的顏色，常見的重點色有貂皮色和深褐色。毛尖色則是只有毛的尖端有顏色，主要有煙色、陰影色和金吉拉色三種。

## 貓迷協會與貓展

### 貓展歷史
歷史記載標明，第一次貓展的展覽時間可以追溯到西元1598年英國的溫徹斯特，並不正式且規模不大，展示的貓和展覽規則已不可考，隨著第一次貓展的業務，大眾開始了解到貓的不同的品種並加以培育。1861年英國倫敦零零星星舉辦小型貓展，其後10年間，生活在英國的貓迷們辦了許多小型的貓展，直到1871年7月13日，世界第一次正式的貓展在倫敦水晶宮舉行，展出約160隻貓，依長短毛，劃分不同顏色小組，此次貓展也加深了大眾對於「貓有不同的品種」的觀念認知。
三位審查員的其中之一，哈瑞森·瓦爾（Harrison Weir），從毛皮的長度、顏色，外表的形狀、樣子，開始歸類貓種，他從1870年就開始有計畫的保留、培育英國短毛貓。但品種貓血統的追蹤記錄要一直到1887年哈瑞森·瓦爾組織The National Cat Club（NCC）才正式開始，有趣的是，當時得獎的貓不用相片記錄，而是請畫家畫出他們的樣貌以資紀念。
1860年代起，美國新英格蘭地區的農場就開始有舉辦小型的貓展，1895年，英國人詹姆斯·海德（James Hyde）在紐約麥迪遜花園廣場裡舉辦美國首次正式貓展，1899年芝加哥貓會與Beresford Cat Club成立。1906年，貓迷協會（The Cat Fancier's Association, CFA）在美國成立，在水牛城和底特律也在同一年舉辦貓展，1910年英國的貓迷管理委員會（The Governing Council of the Cat Fancy, GCCF）開始運作，接管英國的多數貓展事宜。

### 貓迷協會
在現代，幾乎每個地方都有不同的貓協運作，除了上述的CFA、GCCF，美國本土最大的愛貓協會（American Cat Fanciers Association, ACFA）、國際貓協會（The International Cat Association, TICA）、加拿大貓協會（Canadian Cat Association, CCA）、歐洲貓協聯盟（FIFe）及澳洲的維多利亞貓隻管理委員會（The Feline Control Council of Victoria, FCCV）等，也是規模不小的貓協會。

## 品種
直至2019年，國際貓協會（TICA）一共標識出71個標準化品種，愛貓協會（CFA）則標識出44個品種，國際貓聯合會（FIFE）則標識出43個品種。
分類和命名的不一致可能導致同一隻貓被不同的認定機構視為是不同的品種。例如TICA認定喜馬拉雅貓（Himalayan）被CFA認為是重點色波斯貓（colorpoint variety of the Persian）。
很多與地理有關的貓品種實際上只是西方繁育者為了突出異國風格的命名，與這些品種的實際起源沒有關係。比如喜馬拉雅貓、巴厘貓、爪哇貓。
混種短毛貓和混種長毛貓不是貓的品種，而只是術語。一般指形態、毛長不屬於某一特定品種的貓。

## 寿限与健康
近几十年来，宠物猫的寿限（平均寿命）呈上升趋势。在20世纪80年代初，该数字（欧美数据）约为7年；1995年上升至9.4年:33，2021年约为15年。据报道，有些猫可以活到30多岁，已知最老的猫Creme Puff在38岁时去世。
绝育可以延长寿命：一项研究发现，去勢的公猫寿命是完整的公猫的两倍，而阉割的母猫寿命比完整的母猫长62%:35；最近的统计亦证实绝育有益延寿。此外，把猫绝育对其健康有益，因为去势的公猫不会患睾丸癌，阉割的母猫不会患子宫癌或卵巢癌，且两者患乳腺癌的风险都降低了。
猫可能罹患寄生虫、传染病或非传染病。需要注意的是，貓的排毒（detoxification）能力低於人類與狗等動物，因此許多普通家用物品對貓可能有危險。另外因为猫的体型小，对成年人（体重70kg左右）安全的药物对猫（体重在5kg左右）来说剂量就太大，会造成中毒。

### 藥品
- 常見的止痛劑撲熱息痛（商品名包括泰諾林、普拿疼等），即使在對人類安全的劑量下[73][74]，也可對貓產生嚴重毒害，因為貓缺乏代謝這些藥物的酶。若貓有攝取到這些藥物的可能，則必須立即接受獸醫師治療[75]。
- 用來治療發生於貓身上之關節炎的阿斯匹林，對貓的毒性也比人類更大。[73]
- 用來對抗脱毛的敏諾西代（商品名為落建），對貓也可能致命。[76][77]
- 含有樟腦成分的藥物，如曼秀雷敦[需要解释]、风油精、萬金油、清凉油。

### 環境用品
- 多種殺蟲劑與除草劑也有危險性，如對人類及多數哺乳動物低害的除蟲菊對貓就有劇毒，其他可能對貓產生毒害的家庭常見用品，包含樟腦丸等萘類化學製品[73]，以及以苯酚製成的多種清潔劑，如六氯酚和滴露。[73][78]

### 化工品
- 對人類有毒的抗凍劑乙二醇，即使只有一小匙，也可能使貓死亡。[79]

### 植物
- 百合屬植物全株對貓有極強的毒性，其中以白百合造成的症狀特別明顯。就算是煮沸過的中藥「百合」也一樣，就算攝入極少的量，如果沒有即時獲得治療，將會造成急性腎衰竭致死；就算貓不舔食這些植物，也有造成腎衰竭的風險。[80][81][82]
- 一些觀賞植物也會對貓有害，包括一品紅、蘆薈、鬱金香、牽牛、水仙等。[來源請求]

### 人類食物
- 部分食物對貓也有毒性，例如巧克力中可可鹼。[72]
- 生烏賊、乾魷魚絲[來源請求]、葡萄（葡萄籽除外）會造成貓肝中毒以及腎衰竭。
- 相對大量的洋蔥與大蒜也對貓有害。[73]
- 櫻桃、桃、杏、水蜜桃會導致嘔吐、呼吸困難、換氣過度、震動昏迷。
- 檸檬、桔、葡萄柚、橘、柚等柑橘屬植物或會導致食道刺激產生嘔吐或腹瀉。
- 酪梨之樹葉、果實、種子、樹皮含有之甘油酸，不為貓所能代謝，或會造成嘔吐、腹瀉、呼吸困難。
- 楊桃富含鉀，會造成急性腎衰竭。
- 草莓之農藥與糖份過高，對貓有害。
- 柿子籽可造成腸道阻塞以及腸炎。
- 桔、葡萄柚、桃、櫻桃、蘋果、李子、枇杷、芒果、梅、野莓、菠蘿籽含氰化物，可引發毒性，導致腹瀉、嘔吐、下腹疼痛。
- 相對於貓的飲食需求而言，高鹽分的人類食物也會給貓的腎臟過大的負擔。
- 長期食用肝臟類也會對貓有害。

## 貓與人類

### 文化象徵

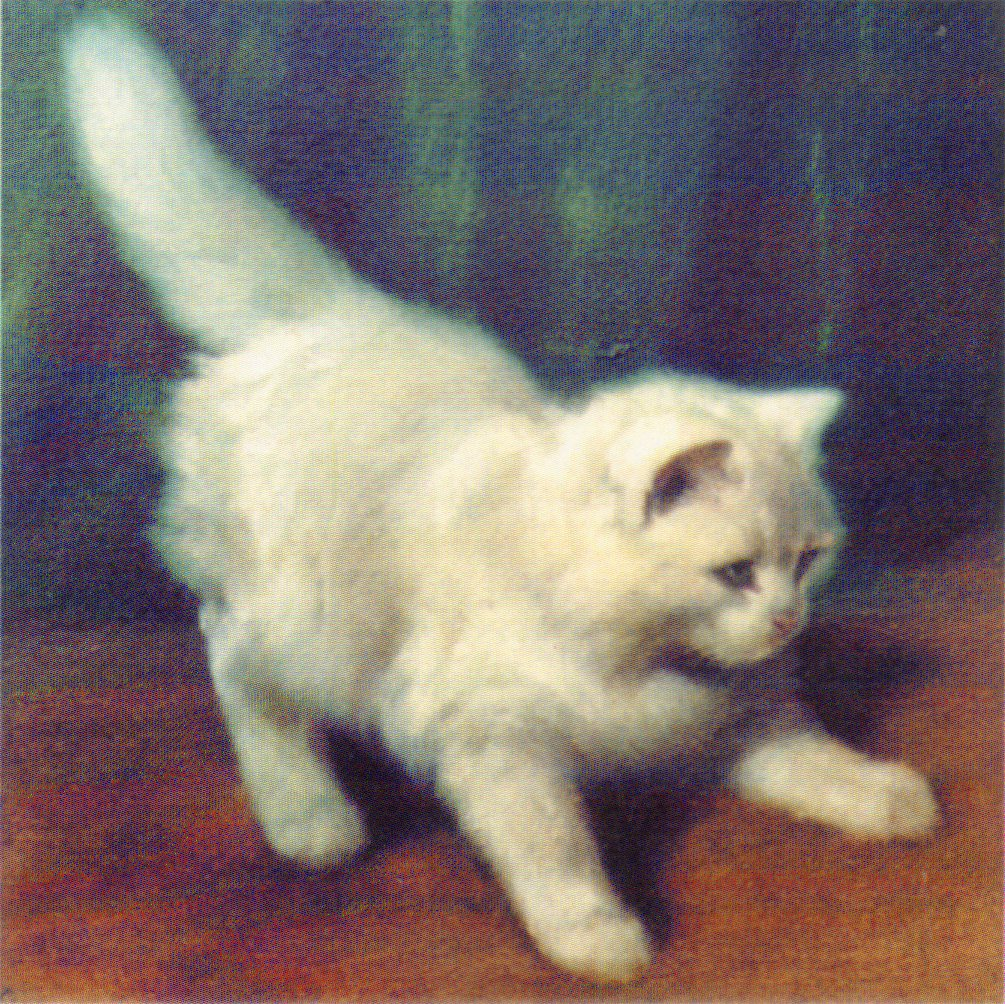
貓的畫作

在華人的殯葬禮儀上，非常忌諱貓出現在靈柩旁邊，認為貓躍過屍體上方頗不吉祥。
貓腦內中樞神經有關「平衡運動神經」相當發達，自離地8、9公尺墜落仍能翻身安全著地，古人不知因此有「九命怪貓」、“猫有九条命”的說法。因此网络迷因中还有（英語：Buttered Cat Theory）的调侃。貓的舌頭對溫度比人類敏感，以至於日本有“貓舌”一說，因為貓很怕燙。
有人認為成功的藝術家與貓都有一種奇妙的關係，如巴布羅·畢卡索、安迪·沃荷、芙烈達·卡蘿等等，皆曾表示自己對貓的感情。

### 思想實驗
與貓相關的思想實驗有和黄油貓悖論：

#### 薛定谔猫
薛丁格貓是指把一只猫关在一个封闭的铁盒子里，并且装置以下仪器（注意必须保证仪器不被猫直接干扰）：在一台盖革计数器内置入极少量放射性物质，由于数量极少，在一小时内，这放射性物质至少有一个原子衰变的机率为50%，没有任何原子衰变的机率也同样为50%；假若衰变事件发生，则盖革管会放电，通过继电器启动一个榔头，打破装有氰化氢的烧瓶。经过一小时以后，假若没有发生衰变事件，则猫仍旧存活；否则猫已死亡。整个系统的波函数表达出活猫与死猫各半的状态。

#### 黄油貓悖論
奶油貓悖論的前提是首先需要確定兩條定律「貓永遠用腳著陸」；「奶油吐司永遠在塗上奶油的一面落地」皆是真確和有證據證明的。那麼，把奶油吐司沒有塗上奶油的一面黏著貓的背部（下文簡稱奶油貓）之時，會發生什麼反應呢？某些人打趣地表示，奶油貓實驗將導致一個反地心引力的作用。他們猜測，奶油貓在半空落地之時，它將漸漸減速和轉動，最終到達一種恆穩狀態，與地面浮著一個短的距離高速轉動，使得吐司有塗上奶油的一面和貓腳無法接觸地面。

### 食用
貓肉可以作為食物，世界各地都有食用貓肉的記錄，在亞洲、歐洲（瑞士）、美洲、澳洲等地皆有食用。中國廣東一道菜餚“龍虎鬥”是以貓和蛇為原料製作的。

### 貓與經濟

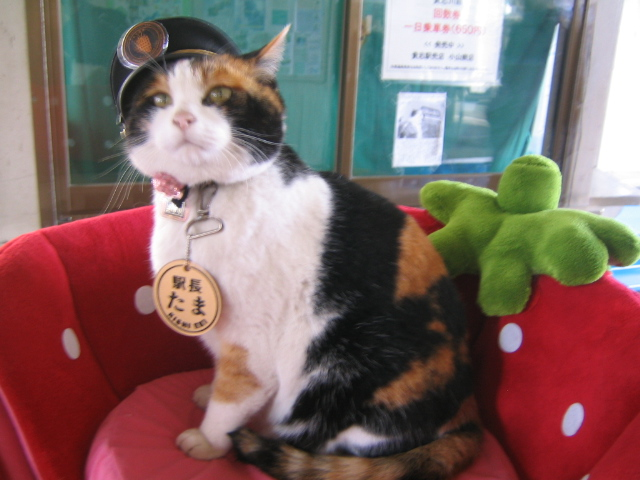
和歌山电铁贵志川线贵志站的母三色猫站长小玉

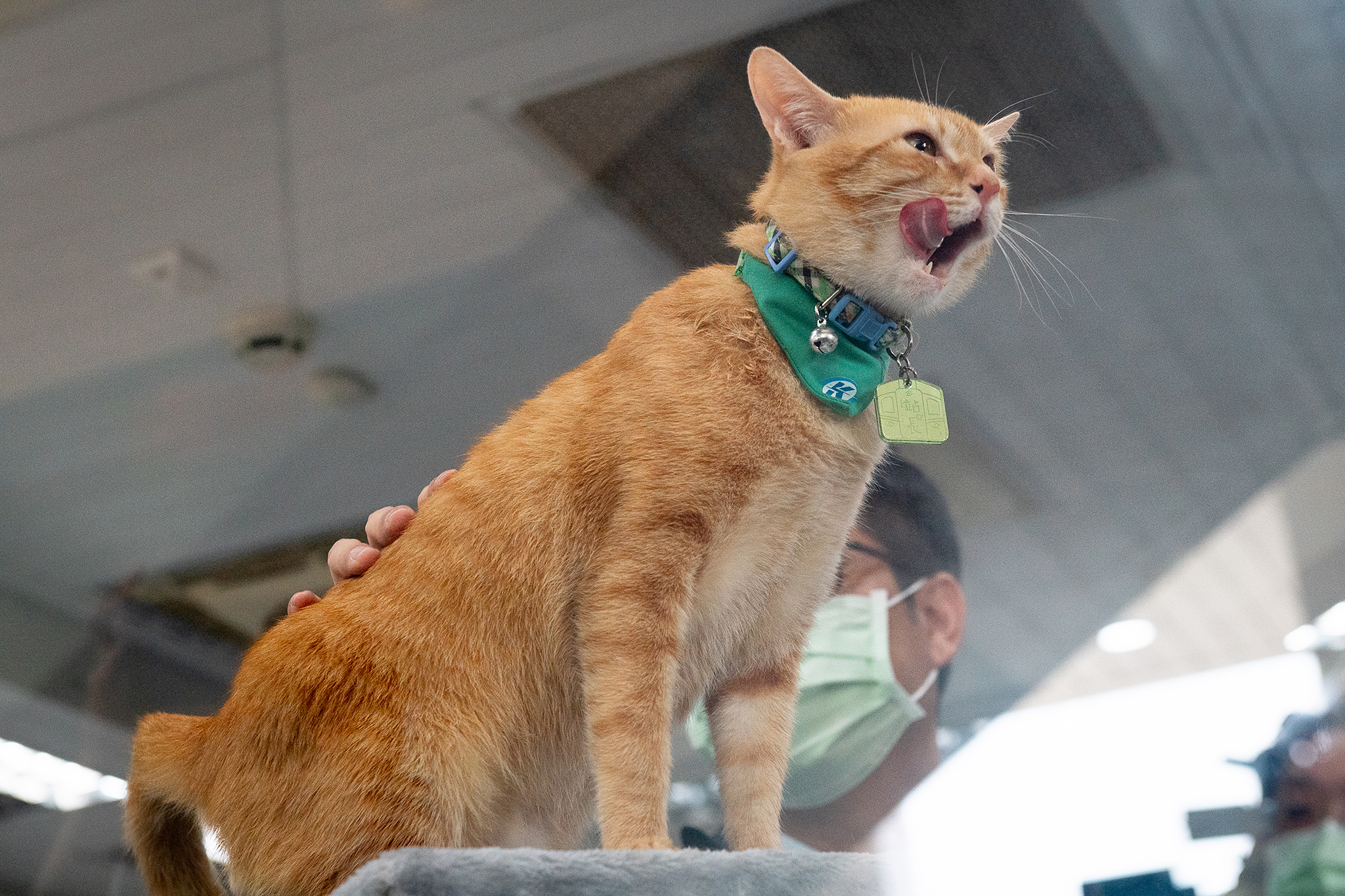
高雄捷运桥头糖厂站猫站长蜜柑

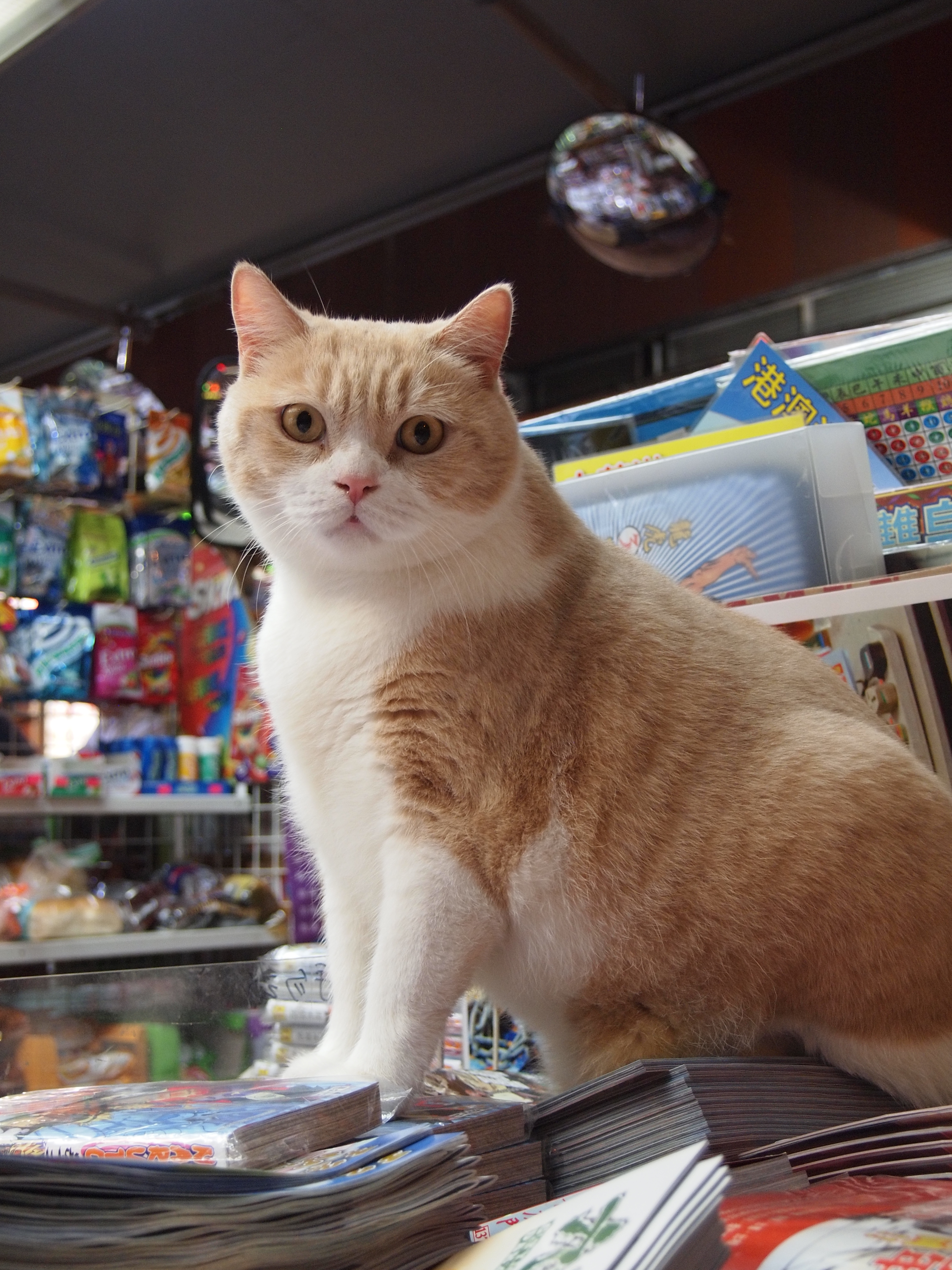
尖東忌廉哥

在需要控制鼠害的场所，如粮库、饭馆、食堂，有养殖工作猫的例子，一些地方也會利用貓作為旅遊宣傳，如小玉、忌廉哥、蜜柑。

### 音乐剧
- 猫 (美国音乐剧)

### 作品中的虚构貓
- Hello Kitty (凯蒂猫)
- The Milky Way (牛奶银河)
- Musti (小猫米思蒂)
- Pusheen (胖吉貓)
- Three Orphan Kittens (三只孤儿猫)
- 阿甘妙世界
- 奥丽华历险记
- 邦卡猫
- 冰冰 (爱宠大机密)
- 查塔努加猫
- 超级酷乐猫
- 穿靴子的猫
- 大脸猫
- 戴帽子的猫
- 叮当猫
- 嘟嘟猫观察日记
- 哆啦美
- 菲力猫
- 功夫猫党
- 好猫咪咪
- 黑猫警长
- 黑猫鲁道夫
- 虹猫
- 狐狸和猫
- 吉吉 (魔女宅急便)
- 加菲貓
- 京剧猫
- 九藏喵窝
- 坎迪 (小猪佩奇)
- 来来猫
- 蓝猫
- 罗小黑
- 貓巴士 (龍貓)
- 猫的报恩
- 猫儿历险记
- 猫和老鼠
- 猫猫老师・斑 (夏目友人帳)
- 猫咪不跳舞
- 猫娘乐园
- 猫人沃尔特
- 猫武士
- 猫妖苏清寒
- 猫与桃花源
- 美少女战士的猫咪伙伴
- (宝可梦)
- 妙妙 (嘻嘻哈哈虎次郎)
- 霹雳特警猫
- 霹雳猫
- 如果历史是一群喵
- 傻大猫
- 神探威威猫
- 她与她的猫
- 甜甜私房猫
- 同居人是猫
- 无敌神猫
- 西蒙的猫
- 香蕉喵
- 想哭的我戴上了貓的面具
- 小贝流浪记
- 小猫钓鱼
- 靴下猫
- 银河铁道之夜 (猫咪版)
- 猫的恩赐
- 貓福珊迪（Mofusand）

## 社會問題

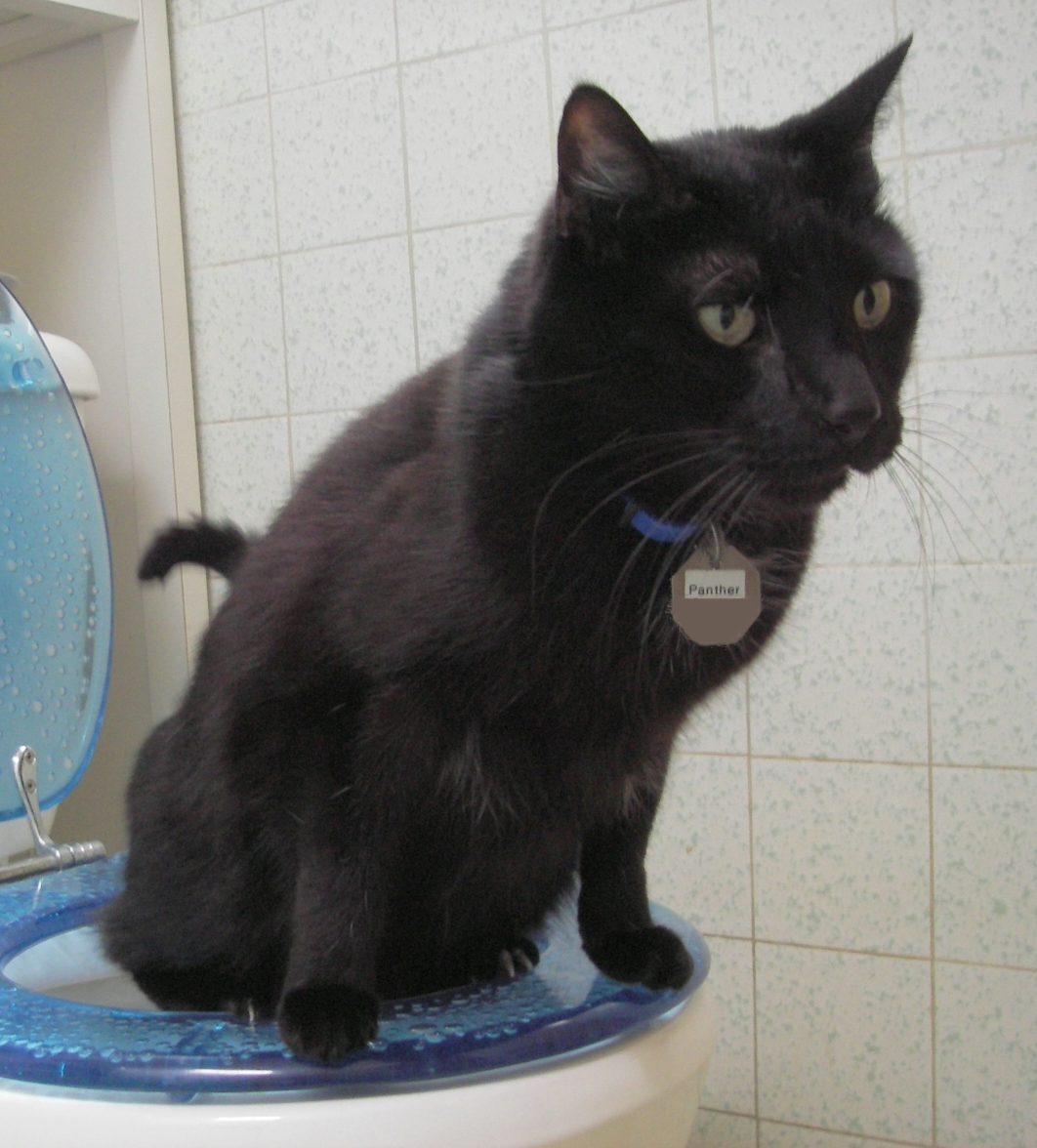
猫经训练可以使用人类的马桶

### 過敏
有些人对猫毛过敏。最新醫學觀念認為，當空氣中含有高濃度的貓毛時，會使部分人的過敏免疫系統麻痺，且只有貓毛有辦法達到此作用，如家犬等動物的毛則沒有辦法。这是因为貓的毛发和皮屑較輕，在空氣中停留的時間較久，相對的提高了猫毛的濃度，而人體的免疫系統無法感覺濃度高的過敏原。這是因為貓咪的唾液中含有Feld1及Feld4兩種蛋白質，它們會誘發部分人體的過敏反應。因此，當貓咪舔拭毛髮時，唾液中的蛋白質會粘附在貓毛上，當人體接觸到這些帶有過敏原的貓毛或皮屑時，便會產生過敏。美國研发出人工合成的蛋白質分子，成功治愈了實驗鼠的貓過敏症，也對試管中的人類細胞有效，且在注射蛋白质分子之後還長期有效。另外，西班牙的一項研究中發現，將貓毛屑提取物舌下含服並逐漸增加劑量，能夠培養儿童對過敏原的耐受力。

### 流浪貓

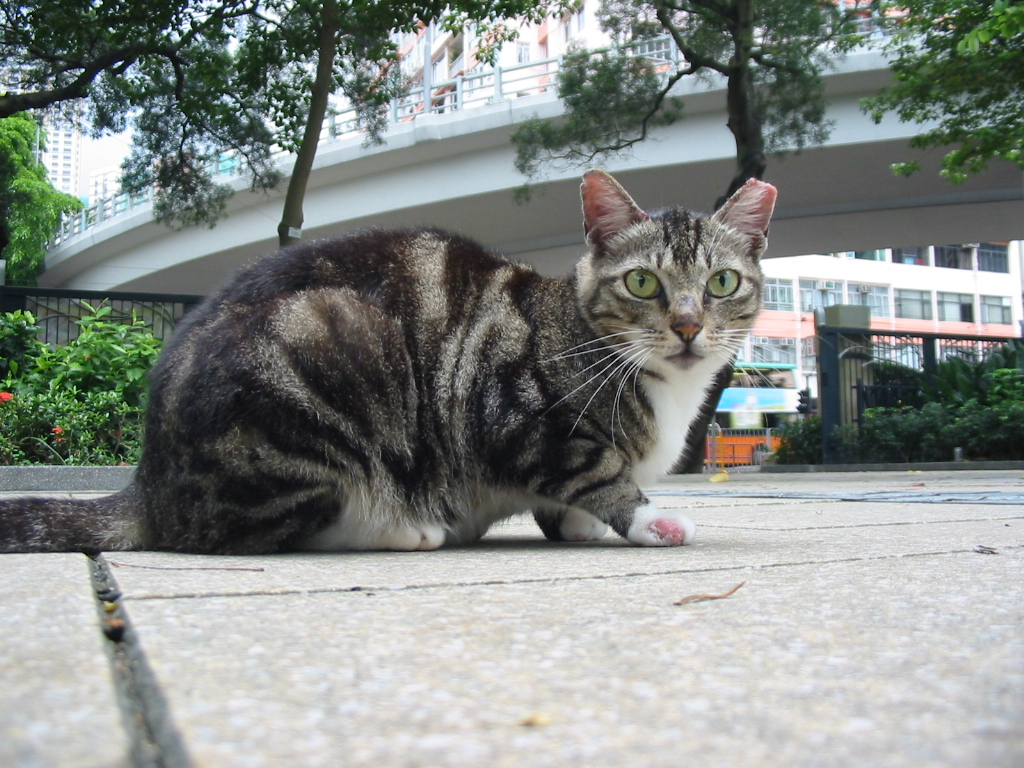
一頭已絕育的街貓，其中一隻貓耳被剪去一角

流浪貓是指未受家戶管領，且能自由遊蕩的家貓。家貓列名於國際自然保護聯盟所提出的「世界百大外來入侵種」之中，這些遊蕩家貓所造成的生態衝擊也益發引人重視。據估計，流浪貓在美國一年可以殺死13到40億隻鳥類，及63到223億隻哺乳類。有些遭到流浪貓入侵的島嶼甚至直接造成部分物種滅絕。有人提出「捕捉、絕育、釋放」（TNR；trap–neuter–return）的方案，將野外家貓絕育後放回。但該方案的效果始終僅有小規模區域的個案報導，缺乏大規模實施的成功案例。根據模擬，即使單一區域進行絕育率達75%以上，浪貓數量依然會持續增加。另一項針對紅狐的實驗也指出TNR比起移除效果明顯不佳。
TNR已逐漸成為部分流浪動物保護人士推動零安樂死的說詞。而某些流浪動物保護團體則會在TNR的執行中加入「餵食」的做法，指稱將餵食浪貓後可以降低其攻擊性。但早在TNR提出之前，動物學家即已發現家貓在飽食狀況下仍會去攻擊其他動物。且餵食會導致浪貓數量更加聚集，無法保證餵食到的都是已絕育的貓，若餵食到未絕育的貓，反而會繁衍出更多流浪貓後代。

### 恐貓症
有些人對於貓心生恐懼，久而形成一種精神上的病，稱為「恐貓症」，恐貓症為恐懼症其中一種，指對貓持續產生非理性的恐懼。恐貓症的英文名稱ailurophobia，來自希臘文的ailouros（'貓'），及phobos（'恐懼'）。恐貓症患者除了懼怕與貓產生接觸，例如咬或抓，另外亦對傳說中貓的超自然力量感到恐懼。

### 生態平衡
猫作为外来物种被航海家带入澳大利亚后，由于在当地缺少天敌，其数量迅速增加，导致本地的土生物种急剧减少。澳大利亞於2016年末提出對貓的撲殺計劃，理由是保護原生物種，同時也遭到了動物保護組織的批評。2018年新西兰奥茂宜村庄打算发布禁猫令：
养猫人必须给自己的宠物做绝育手术，并且在猫身上安装芯片，向当地政府登记。他们的宠物去世之后，也不能再养其他猫。不遵守规定的养猫人都会收到通知，然后官员会把猫带走，但这只是“最后手段”
在澳洲，牠們棲息於東部、西部與北方部分地區的森林與林地中。在日本的母島 (隸屬於東京都小笠原諸島)，野化貓已經廣泛出現在原始森林中。在麦夸里岛（澳洲的亞南極島嶼），貓生活於草生地或叢草區中，從而展現出貓適應困難地形的能耐。貓被列入「世界百大外來入侵種」。貓曾被引進至澳洲外海的40個離島、及紐西蘭外海的7個離島、以及數十個其他的太平洋島嶼，而野化家貓至少與6種紐西蘭特有鳥種的族群下降有關，包括斯蒂芬岛异鹩、灰鸌與鴞鸚鵡、以及70個島嶼鳥類的地方族群。往往將貓移除後就可以增加獵物族群的大小。

### 環境衛生
弓形虫是一种由寄生虫引起的疾病，可通过猫粪传播。

## 另見
- 貓的品種列表
- 寵物
- 田代島：當地居民奉貓為神明
- 剪刀找貓法

## 備注
1. ↑  中國大陸沒有把「貓」簡化成「猫」，而是通過上述《第一批异体字整理表》把「猫」當作正字而把「貓」當作異體字淘汰，這代表著與大眾認知相悖，在中國大陸「猫」並不是「貓」的簡化字。所以需要注意，理論上中國大陸規範繁體字中也應該寫作「猫」而非「貓」。